# Софійський собор (Київ)
Софійський собор, або Софія Київська — собор XI століття у Києві. Початково збудований у візантійському стилі, але зазнав численних руйнувань, у XVII—XVIII ст. був реставрований, принципово змінив свій вигляд і тепер є зразком українського бароко. Одна з небагатьох уцілілих споруд часів Русі.
Збудований у 1017—1037 роках на замовлення і коштом київського князя Ярослава Мудрого. Названий на честь Святої Софії. Мав статус катедрального собору. З перервами був резиденцією київських митрополитів (православних та унійних). До середини XIII століття використовувався як головна церква Русі, місце поховання великих князів київських. При соборі велося літописання, була створена перша бібліотека. Занепав у XIV столітті. Відновлений стараннями митрополита Петра Могили і гетьмана Івана Мазепи. Був головним храмом Софійського монастиря (з 1638).
Складова Національного заповідника «Софія Київська» (з 1934). Пам'ятка української архітектури та монументального живопису XI—XVIII століть. Софійський собор та прилеглі до нього монастирські споруди і Києво-Печерська лавра (разом — 28,52 га), є об'єктом Світової спадщини ЮНЕСКО (1990, 2023).

## Історія

### Заснування
У «Повісті минулих літ» заснування Софійського собору значиться під 1037 роком; в Новгородському літописі подія датується 1017 та 1037 роками. Місцем закладення було поле битви на якому роком раніше (1036) військо Русі здолало печенігів.
- Реконструкція первинного вигляду собору (модель з експозиції всередині собору).

Засновником собору, як вказують літописні джерела, був київський князь Ярослав Мудрий. Інші джерела пов'язують заснування собору з іменем Володимира Великого. Сучасник будівництва собору митрополит Іларіон Київський у своєму «Слові про Закон і Благодать», згадуючи Софійський собор, говорить, що в його створенні Ярослав завершив справу свого батька Володимира; німецький єпископ Тітмар Мерзебурзький (†1018) згадує під 1018 роком дійовий Софійський монастир у Києві. Останніми роками набула популярності гіпотеза про заснування Софії Київської князем Володимиром. Доктор історичних наук Надія Нікітенко, підтримана доктором історичних наук В'ячеславом Корнієнком, висунула гіпотезу: собор закладено 4 листопада 1011, освячено 11 травня 1018 року, спорудження розпочав Володимир Великий, завершив Ярослав Мудрий. Ця концепція побудована на підставі нової інтерпретації світських фресок та знайдених на фресках собору графіті, датованих 1018/1021, 1019, 1022, 1023, 1028, 1033 та 1036 роками; на підставі свідчень Іларіона та Тітмара. Ця гіпотеза дискутується і не визнана більшістю фахівців. Однак її знайшли достатньо переконливою для святкування у 2011 р. 1000-річчя заснування Софійського собору; ювілей відзначили на міжнародному і загальнодержавному рівнях за рішенням ЮНЕСКО і за Указом Президента України.

### Побудова
Собор присвячено Софії — Премудрості Божій — одній з найскладніших абстрактних категорій християнського богослів'я, що має багато тлумачень. За апостолом Павлом, Софії символічно відповідає іпостась Христа — втіленого Слова Божого. Пізніше, коли поширилося ототожнення Софії з Божою Матір'ю, престольне свято київського собору перенесли на 8 вересня — день Різдва Богородиці. Художній образ Софійського собору мав втілити багатогранний зміст, вкладений у цей символ. Це пояснює його грандіозні розміри та надзвичайно ускладнена структура; інтер'єр Софії відтворює середньовічну модель Всесвіту, зовнішній вигляд — образ Граду Божого — Небесного Єрусалима.
За багатовікову історію собор пережив навали ворогів, пограбування, часткові руйнування, ремонти, перебудови.
Київський Софійський собор був однією з найбільших будівель свого часу. Загальна ширина собору — 54,6 м, довжина — 41,7 м, висота до зеніту центральної бані — 28,6 м. Собор має 5 нав, завершених на сході апсидами. Увінчаний 13 верхами з банями, покритими свинцевими листами, що утворюють ступеневий пірамідальний силует, оточений з трьох боків двома рядами відкритих галерей, з яких внутрішній має два яруси. Довгий час вважали, що галереї прибудовані до собору пізніше; дослідження останнього часу довели, що вони пов'язані єдиним задумом, виникли водночас. Хрестильня, вбудована у західну галерею, належить до середини XII століття.
Стіни викладені з великих природних каменів — граніту й рожевого кварциту, ряди яких розділені рядами пласкої цегли — плінфи. Мурування виконували на рожевому вапняно-цем'янковому розчині. Первісно собор не був зовні потинькований і побілений.

### Період Київської Русі
- 1051 — на київський престол в соборі висвячений митрополит Іларіон Київський.
- 1054 — в соборі похований Київський князь Ярослав Мудрий.
- 1055—1062 — собор розбудовував Великий князь Київський Ізяслав Ярославич.
- 1093 — в соборі поховали князя Всеволода Ярославича.
- 1113 — в соборі коронували Великого князя Київського Володимира Мономаха
- 1125 — в соборі поховали Володимира Мономаха
- 1154 — в соборі відбулося поховання князя В'ячеслава Володимировича.
- 1169 — Київ захопив і зруйнував владимиро-суздальський князь Андрій Боголюбський, забрав із Софії всі золоті речі, церковні реліквії, зокрема, ікону Пресвятої Богородиці.
- 1203 — під час боротьби за місто з Романом Мстиславичем собор пограбовано дружиною Рюрика Ростиславовича та його половецькими союзними.
- 1240 — під час зруйнування Києва ханом Батиєм Софійський собор встояв, але був пошкоджений і пограбований.

### XIV—XIX століття
- 1375 — собор ремонтував митрополит Кипріян.
- 1416 — Київ розграбував і спалив хан Едигей, у 1482 — кримський хан Менґлі I Ґерай.
- 1497—1577 — собор залишався без догляду.
- 1577 — Богуш Гулькевич-Глібовський своїм коштом відремонтував собор.
- 1596 — собор перейшов у власність Руської унійної церкви за результатом Берестейської унії. За свідченнями Реґінальда Гайденштайна: собор перебував у «жалюгідному стані», через це служби в ньому не проводились; вартував величезних коштів, структурою та майстерністю виконаних робіт не поступався константинопольським, венеційським[17].
- 1633 — собор перейшов у власність відновленої православної Київської митрополії Константинопольського патріархату. Відродження пов'язане з київським митрополитом Петром Могилою котрий добився повернення собору православній церкві, провів капітальний ремонт собору, оздобив його. Навколо собору спорудили дерев'яні монастирські будівлі, всю територію обнесли високою дерев'яною огорожею. До робіт у соборі Петро Могила залучив італійського архітектора Октавіано Манчіні. Основними будівельними матеріалами були цегла та вапняно-піщаний розчин. Цеглу застосовували для мурування стін, склепінь, фундаментів. Внаслідок нерівномірності випалювання вона мала різні відтінки — від темно-червоного до світло-жовтого. Зазвичай всі внутрішні приміщення мали склепінчасті перекриття. У житлах стояли печі, оздоблені візерунчастими полив'яними кахлями, що надавало інтер'єрам особливого колориту.
- 1638 — при соборі засновано чоловічий монастир.
- 1651 — позолочено верхні малі куполи.
- 1654 — кияни затвердили у Софійському соборі рішення Переяславської ради про союз із Московією.
- 1690—1707 — митрополит Варлаам Ясинський провів капітальний ремонт собору (при матеріальній допомозі гетьмана Івана Мазепи): у галереях надбудовано поверхи, встановлено 4 нові куполи, перебудовано на бароковий стиль верхи старих веж. Спорудили нову муровану дзвіницю, звану мешканцями Києва «Тріумфальна дзвіниця». Гетьман Іван Мазепа позолотив головний купол своїм коштом. Встановлено Дзвін Мазепа.
- 1697 — велика пожежа знищила дерев'яні будівлі Софійського монастиря.
- 1699 — почалося спорудження нових кам'яних будівель навколо собору (тривало по 1767 рік). Збудовано дзвіницю, трапезну, хлібню (пекарню), палати митрополита, західні ворота (Браму Заборовського), монастирський мур, південну в'їзну башту, Братський корпус, бурсу. В архітектурі цих будівель і в зовнішньому вигляді Софійського собору після реконструкції знаходимо характерні риси української барокової архітектури XVII—XVIII століть.
- 1786 — монастир скасовано, його землі секуляризовано.
- 1843—1853 — позолочено іконостаси. Надбудовано 4-й поверх дзвіниці.
- 1851—1852 — реконструйовано дзвіницю.

### XX століття
- Софійський кафедральний собор, початок 1910-х
- Маніфестація прихильників Української Народної Республіки на Софійській площі у Києві, 1917
- Фасад Софійського собору, 1918

- 1917 — Комітет охорони старовини та мистецтва почав дослідження Софії.
- 29 квітня 1918 — у соборі єпископ Никодим (Кротков) посвятив Павла Скоропадського на гетьмана всієї України.
- 1921 — у Софії Всеукраїнський церковний собор висвятив протоєрея Василя Липківського на Митрополита Київського і всієї України УАПЦ.
- 1928—1930 років Всеукраїнська академія наук створила Софійську комісію, яка врятувала собор від знищення більшовиками (секретар комісії — Барвінок Володимир Іванович).
- 1934 — територію Софійського монастиря оголосили Державним історико-архітектурним заповідником. Останнім настоятелем собору був Юрій Міхновський, родич видатного самостійника Миколи Міхновського. Комуністичний уряд заборонив служіння в соборі. Всі золоті та срібні речі (царські ворота, ікони, срібні кадила, свічники, церковні ризи, книги) забрано, позолочені іконостаси розібрано, золото здерто, решту — спалено.
- Вересень 1941 — за свідченням колишнього завідувача Софійського заповідника Олексія Повстенка, більшовики намагалися замінувати та підірвати собор, але німецькі сапери запобігли цьому.
- 1943 — за гітлерівської окупації Києва експонати Софійського архітектурно-історичного музею розграбовано, частину дорогих ікон, фотоархівів вивезли до Німеччини.
- 1950-ті — у соборі провели реставрацію, під час якої виявили та відкрили фрески XI століття (фрагментарно, там, де вони збереглися), відновили фрески XVIII століття.

### Незалежна Україна
- 1990 — ансамбль Софійського монастиря занесено до Переліку світової спадщини ЮНЕСКО.
- 2006 — представники п'яти православних церков прочитали першу спільну молитву за Україну в Софійському соборі.
- 2018 — відбувся Об'єднавчий собор українських православних церков. Учасники собору встановили статут та обрали предстоятеля Православної церкви України[18].
- Лютий 2019 — Святослав (Шевчук) оголосив про прощу до Софії. Філарет (Денисенко) закликав утриматися від цього. Після цього в УГКЦ заявили, що остаточного рішення про богослужіння в Софії не прийнято і будуть вестися перемови з предстоятелем ПЦУ Епіфанієм[19].
- 2025 — під час ворожої атаки 10 червня, Софійський собор у Києві було частково пошкоджено, зокрема обвалився тинькований карниз центральної абсиди на східному фасаді собору[20][21].

## Інтер'єр собору

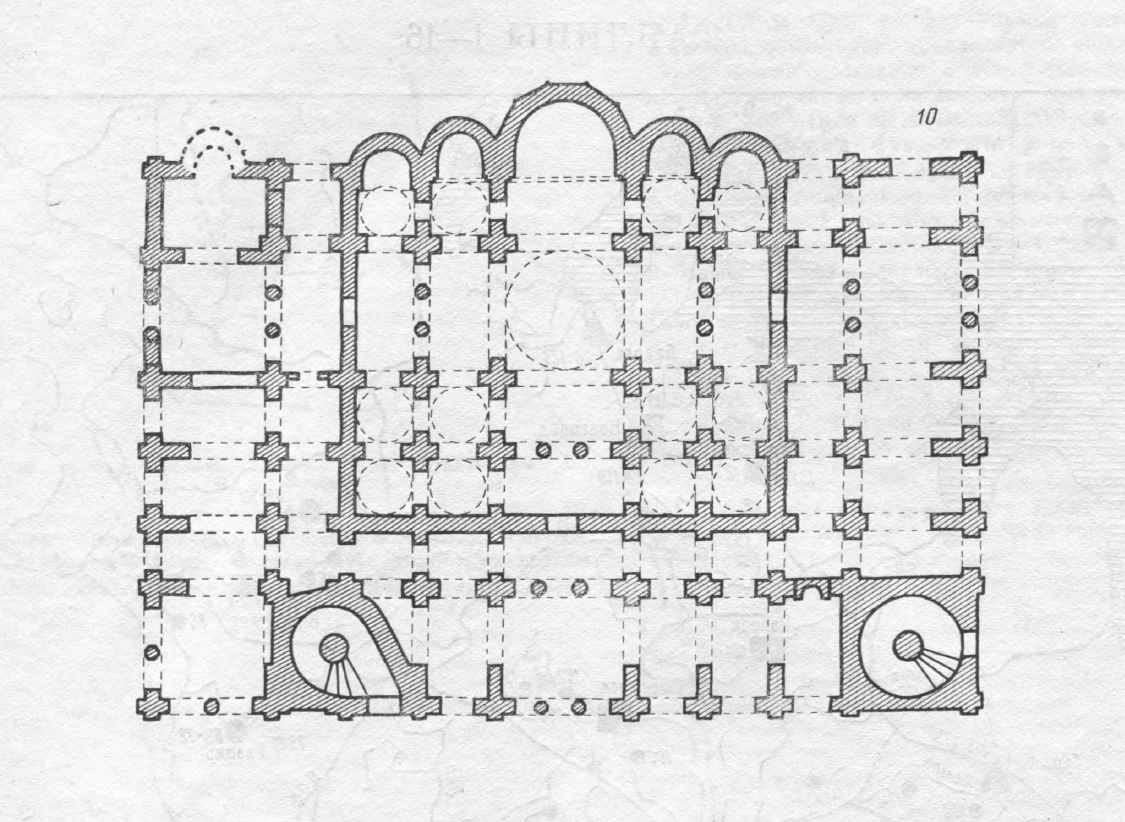
Plan of Saint Sofia Cathedral in Kyiv, Ukraine

### Мозаїки

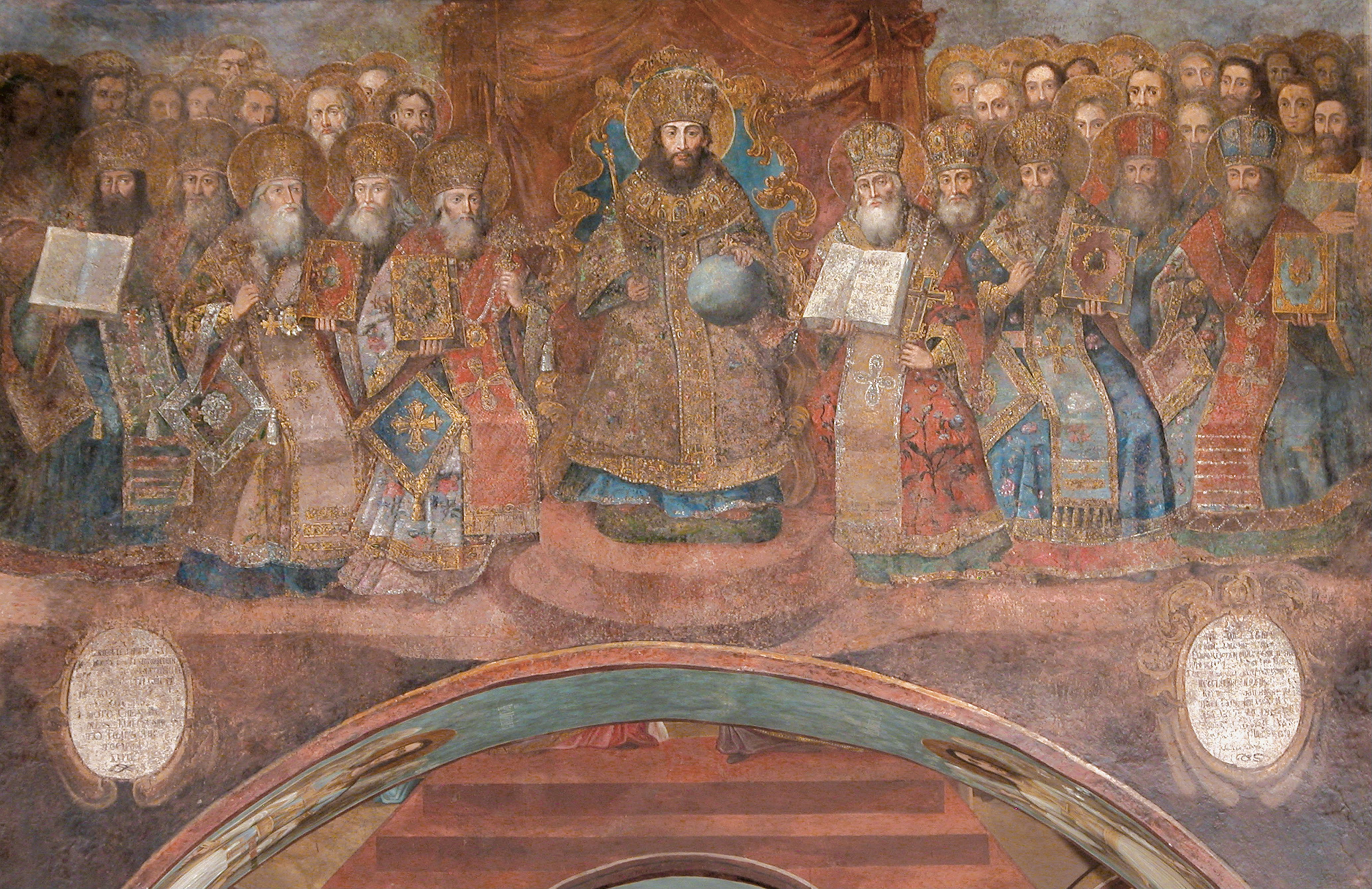
Перший Вселенський собор. Олійний живопис XVIII століття

Збереглися 260 м² мозаїк та 3 000 м² фресок XI століття. Нові фрески й мозаїки виявляють і на початку XXI століття
Біля кожної мозаїчної композиції є написи грецькою мовою, що пояснюють сюжет. Імена мозаїстів невідомі. Однак художні особливості окремих зображень і способи укладання смальти дають можливість визначити склад бригади майстрів у кількості восьми осіб (не рахуючи підмайстрів).
Особливу цінність становлять мозаїки XI століття, які прикрашають головні частини собору — центральну баню і головний вівтар; зображені основні персонажі християнського віровчення. Вони розташовані в строгому порядку згідно з «небесною ієрархією».
Витвором мистецтва мозаїки вважається зображення Оранти розміщеної в центральній апсиді — фігури Святої Діви Марії, руки якої підняті в молитві. Мозаїка має 6 метрів у висоту. Унікальність: виконане на внутрішній поверхні куполу Собору, з різних точок Оранта виглядає зображеною у різних позах — стоячи, схилившись у молитві чи на колінах.
Усі мозаїки собору виконані на сяйному золотому фоні, їм притаманні багатство барв, яскравість і насиченість тонів. При всій кольоровій різноманітності мозаїк переважними тонами є синій і сіро-білий у поєднанні з пурпуровим.
Кожний колір має багато відтінків: синій-21, зелений-34, червоно-рожевий-19, золотий-25 та ін. Це свідчить про високий розвиток у стародавній Русі скловарної справи та техніки виготовлення смальти. Всього палітра мозаїк собору налічує 177 відтінків кольорів. Наразі сучасні майстри, використовуючи методи 11 сторіччя, не в змозі виготовити таку різноманітність кольорів мозаїки.
Смальта виготовлена зі скла, забарвленого в різні кольори додаванням солей і окисів металів. Зображення виконані безпосередньо на стіні шляхом вдавлювання у вогкий тиньк кубиків смальти, розміри яких у середньому близько 1 см³. У наборі облич часто зустрічаються дрібніші кубики — близько 0,25 см³. Ґрунт під мозаїками тришаровий, загальна товщина його 4–6 см. Крім смальти, використано кубики з природного каміння.
У зеніті центральної бані зображений Христос Пантократор (Вседержитель), який царює над усім простором.
Навколо Христа-Вседержителя — чотири архангели, з яких лише один — мозаїчний, а інших наприкінці XIX ст. домалював олією Михайло Врубель.
У простінках між вікнами барабана зображені дванадцять апостолів, з них мозаїчною збереглася лише верхня частина постаті Павла.
З чотирьох зображень євангелістів на парусах, що підтримують баню, цілком залишилась постать Марка на південно-західному парусі.
На північній і південній попружних арках розташовано п'ятнадцять мозаїчних медальйонів із зображенням мучеників. На стовпах передвівтарної арки — мозаїчна сцена «Благовіщення».

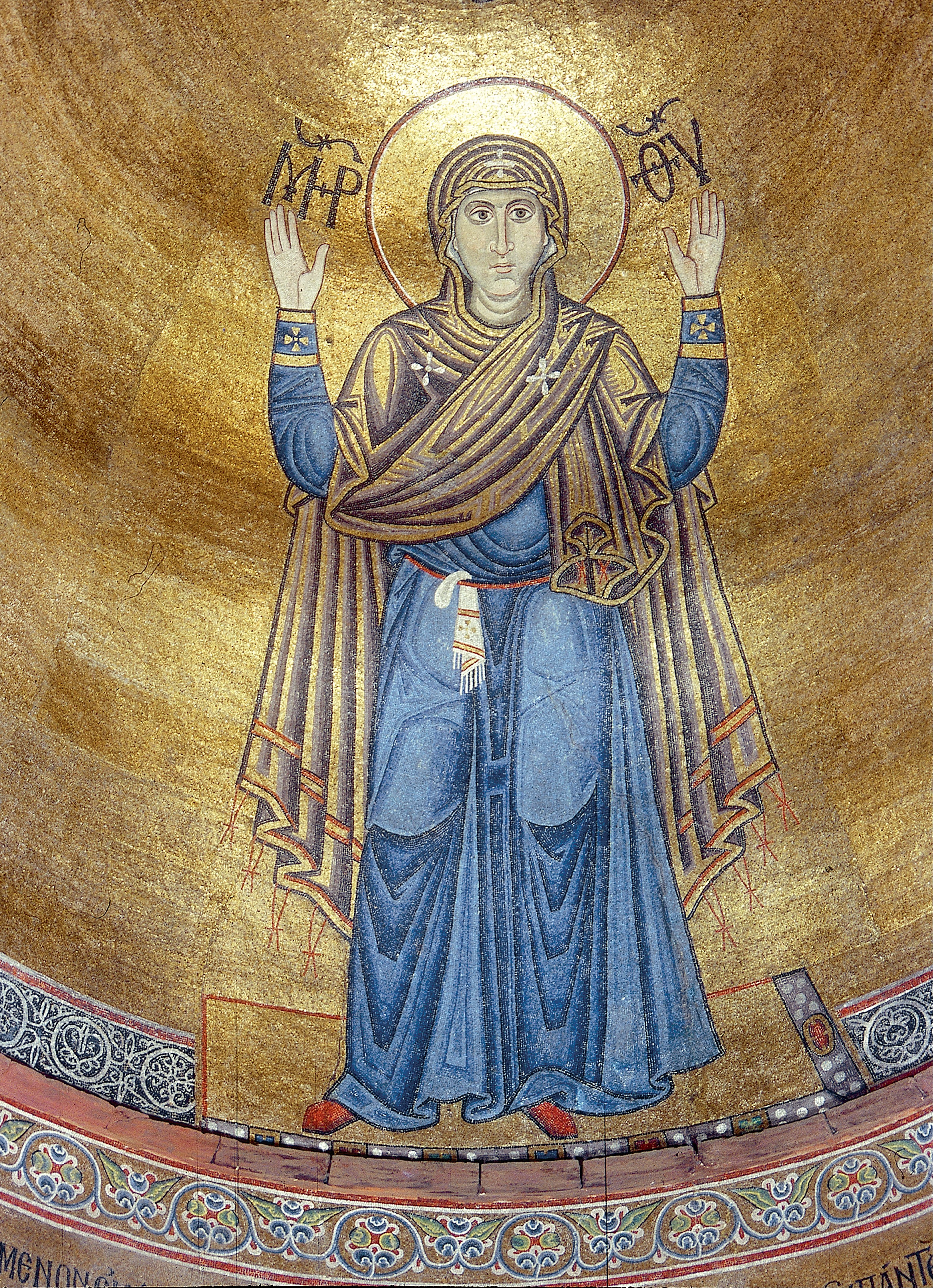
Богоматір Оранта (мозаїчний з використанням смальти)
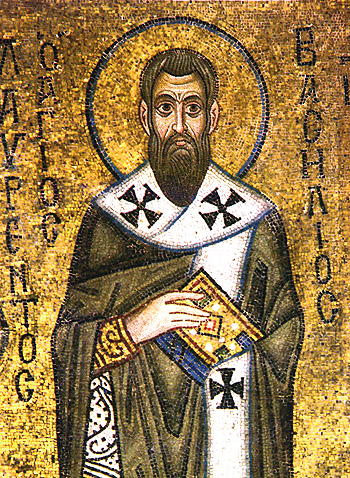
Святий Василій Великий. XI століття.
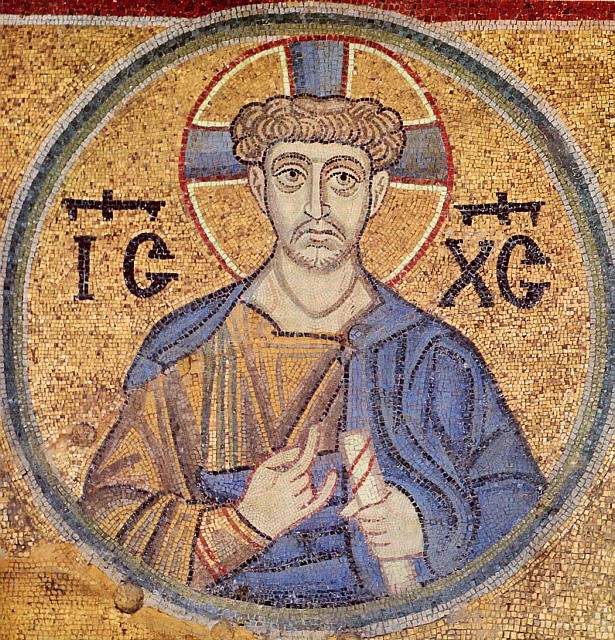
Спас Ієрей. Середина XI століття.
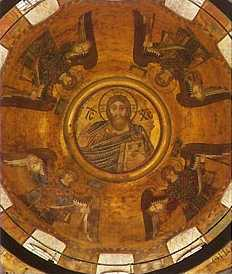
Мозаїка в центральному куполі — Христос
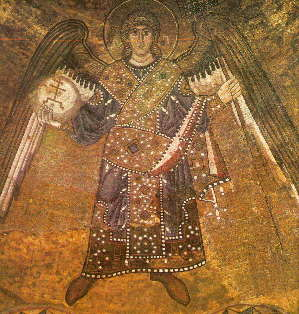
Мозаїка в центральному куполі — Архангел
Марко Євангеліст (фрагмент)

### Фрески

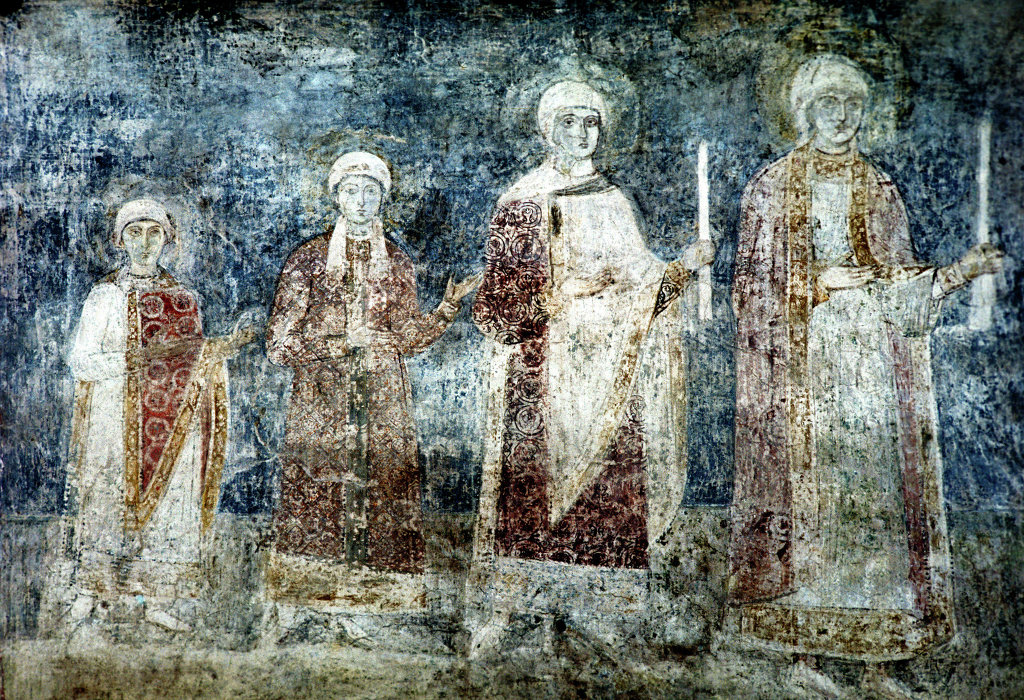
Вцілілий фрагмент фресок, що зображали княжу родину; під час пізньої реставрації бл. XIX століття фігури були видозмінені на святих Віру, Надію, Любов і Софію з перемалюванням голів (на той час оригінальні голови імовірно вже не було видно), але зі збереженням вигляду княжого одягу

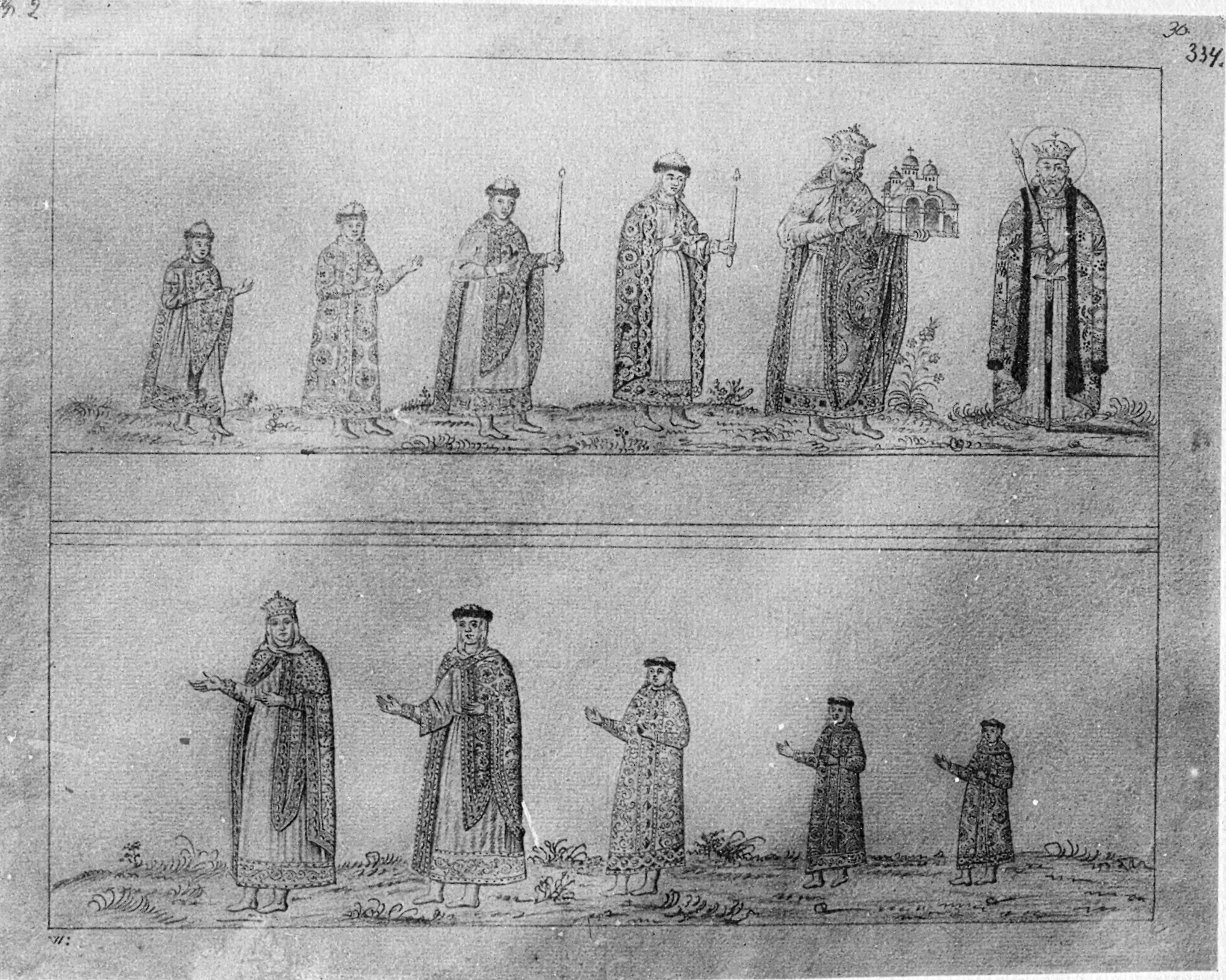
Копія замальовки фресок з княжою родиною 1651 року Абрагама ван Вестерфельда (оригінал вище є вцілілим фрагментом, що був видозмінений подальшою «реставрацією»); за класичною версією на фресках було зображено родину князя Ярослава і останній зображений з моделлю Софійського собору; за іншою версією фрески зображали родину князя Володимира і саме він тримає модель храму, який є Десятинною церквою, а не Софією, і в такому випадку Ярослав зображений четвертим зліва як син князя, а центральна фігура, що зображає Володимира з мечем і скіпетром, за цією версією, була домальована в XVII столітті під час реставрації (не збереглася)

Фрески (розписи мінеральною фарбою на вологому тиньку), що збереглися в Софійському соборі, датуються ХІ століттям — вони були виконані під час будівництва собору. В XIX столітті, під час реконструкції собору, фрески були поновлені олійними фарбами, які, як правило, повторювали контури старих зображень.
У XX столітті, під час чергової реставрації вчені виявили, що велика частина фресок ХІ століття збереглася під шаром тиньку та олійних фарб, і, де це було можливо, старі фрески були відкриті.
Колірна гама древніх фресок створювалася на поєднанні темно-червоних, жовтих, оливкових, білих тонів та блакитного тла. Для розпису Софії характерна чіткість композиції, виразність образів, барвистість, органічний зв'язок з архітектурою. Весь ансамбль стінопису Софії Київської за своїм змістом був підпорядкований єдиному задуму — вкоріненню недавно прийнятого християнського віровчення й утвердженню феодальної влади. Разом з тим розпис головного собору держави повинен був показати велич Русі, її міжнародне визнання, роль київського князівського дому в політичному житті Європи. Тому в Софії значне місце відведено світським композиціям. На трьох стінах центрального нефа, навпроти головного вівтаря, було написано княжий сімейний портрет засновника собору. Портрет традиційно пов'язують з родиною Ярослава Мудрого. За версією Надії Нікітенко, тут зображено родину Володимира Святославича. На портреті князь Володимир та княгиня Анна очолювали урочисту ходу своєї родини, причому князь тримав у руках модель собору.
На жаль, до нашого часу від цієї фрескової композиції уціліли лише постаті дітей князя на південній і частково на північній стінах. Про решту зображень розповідає малюнок голландського художника Абрагама ван Вестерфельда, який бачив фреску в середині XVII століття.
У сходових вежах, що ведуть на княжі хори, зберігся унікальний палацовий цикл світських фресок. Тут представлені сцени візантійського придворного життя, змагання на константинопольському іподромі, музики, акробати, мисливські сюжети. Доктор історичних наук Сергій Висоцький визначає ці фрески як зображення прийому в середині X століття княгині Ольги візантійським імператором Костянтином Багрянородним. Натомість професор Надія Нікітенко доводить, що фрески веж складають великокняжий тріумфальний цикл, який ілюструє укладення на зламі 987/8 рр. династичного шлюбу князя Володимира і візантійської принцеси Анни, що поклав початок хрещенню Русі.
На стінах обох веж добре видно орнаменти, символічні малюнки та численні мисливські сцени: «Полювання на ведмедя», «Боротьба ряджених», «Полювання на вепра» тощо. Фрески веж — унікальна пам'ятка середньовічного монументального мистецтва і важливе історичне джерело, що свідчить про культурні зв'язки Київської Русі та Візантії.
Звертає на себе увагу розпис, що зберігся в колишній хрестильні собору, зокрема фрескова композиція XI століття «Сорок севастійських мучеників». Хрестильнею приміщення стало на межі XI—XII століть, коли в арку галереї було вбудовано апсиду. Фрески апсиди — «Хрещення» і постаті святителів — відбивають стилістичні особливості монументального мистецтва того часу.
Фрески збереглися в усіх древніх приміщеннях собору, насамперед на стінах центрального підбанного простору (євангельські сцени).
У Софії Київській груповий княжий портрет розміщений на трьох стінах центрального нефа (коридору), навпроти головного вівтаря під княжими хорами. Це найбільша фреска собору, вона має у довжину 15 метрів. На думку істориків, це говорить про значення і могутність Київської княжої влади для всього тогочасного світу. І, отже, — Володимир — той князь, який замовив та збудував собор. На портреті зображено церемонію освячення Софії родиною хрестителя Руси-України Володимира.
У бокових вівтарях — жертовнику і дияконнику — збереглися цикли фрескових композицій, що розповідають про діву Марію (вівтар Іоакима та Анни) і про діяння апостола Петра (вівтар Петра і Павла).
Розпис південного вівтаря (Михайлівського) присвячений архангелу Михаїлу, який вважався на Русі покровителем Києва і князівської дружини. Фрески крайнього, північного вівтаря оповідають про святого Георгія — духовного патрона князя Ярослава Мудрого. Великий інтерес викликає цикл фрескового розпису, що зберігся на хорах. Це сюжети «Зустріч Авраамом трьох подорожніх», «Гостинність Авраама», «Жертвоприношення Ісака», «Три отроки в пещі огненній», «Тайна вечеря», «Чудо в Кані Галілейській» тощо.
Значне місце в розписах собору займають орнаменти: вони обрамовують віконні та дверні прорізи, підкреслюють лінії арок і склепінь, збігають пілонами й стовпами, панеллю проходять понад підлогою.

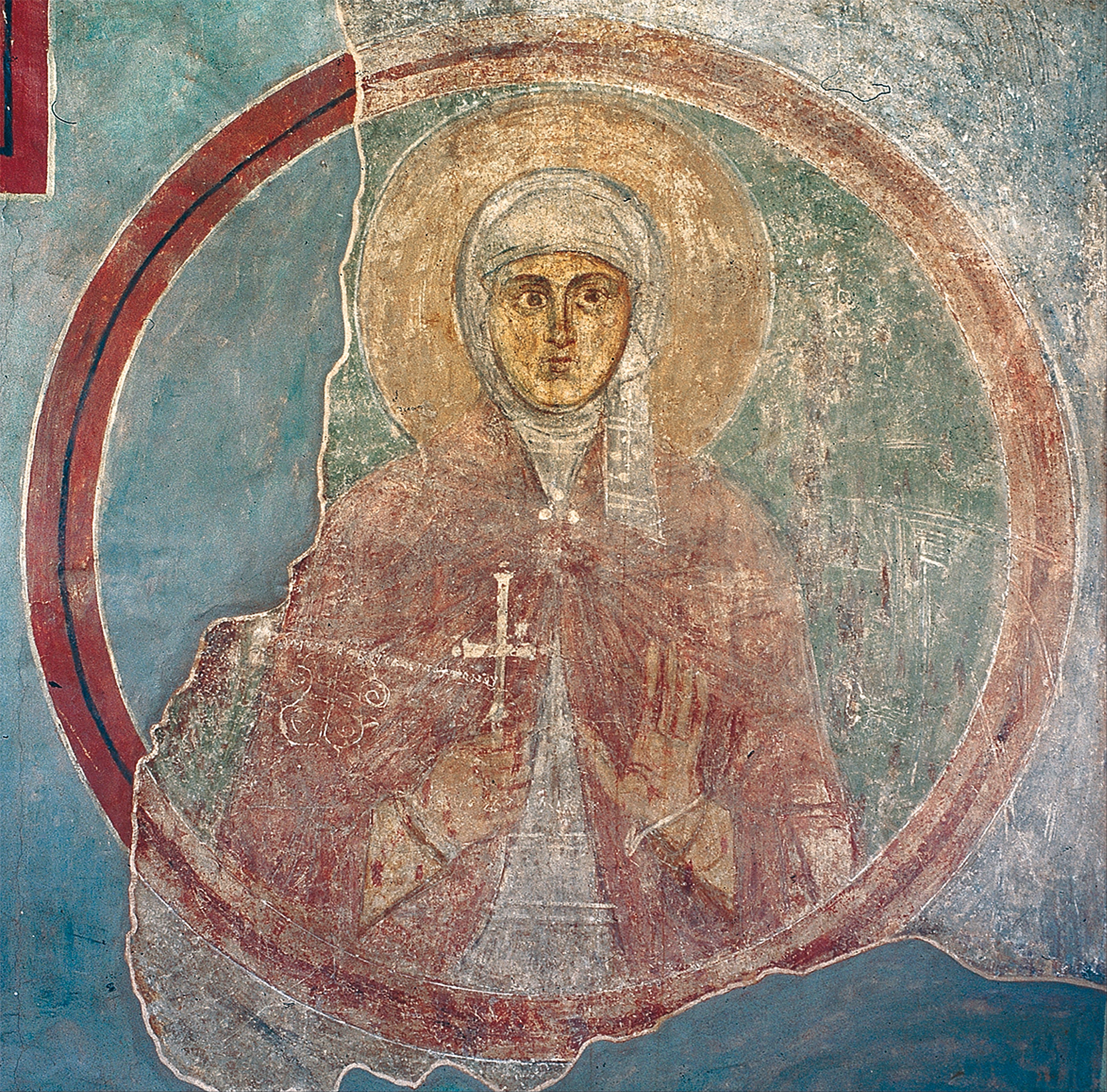
Свята Софія
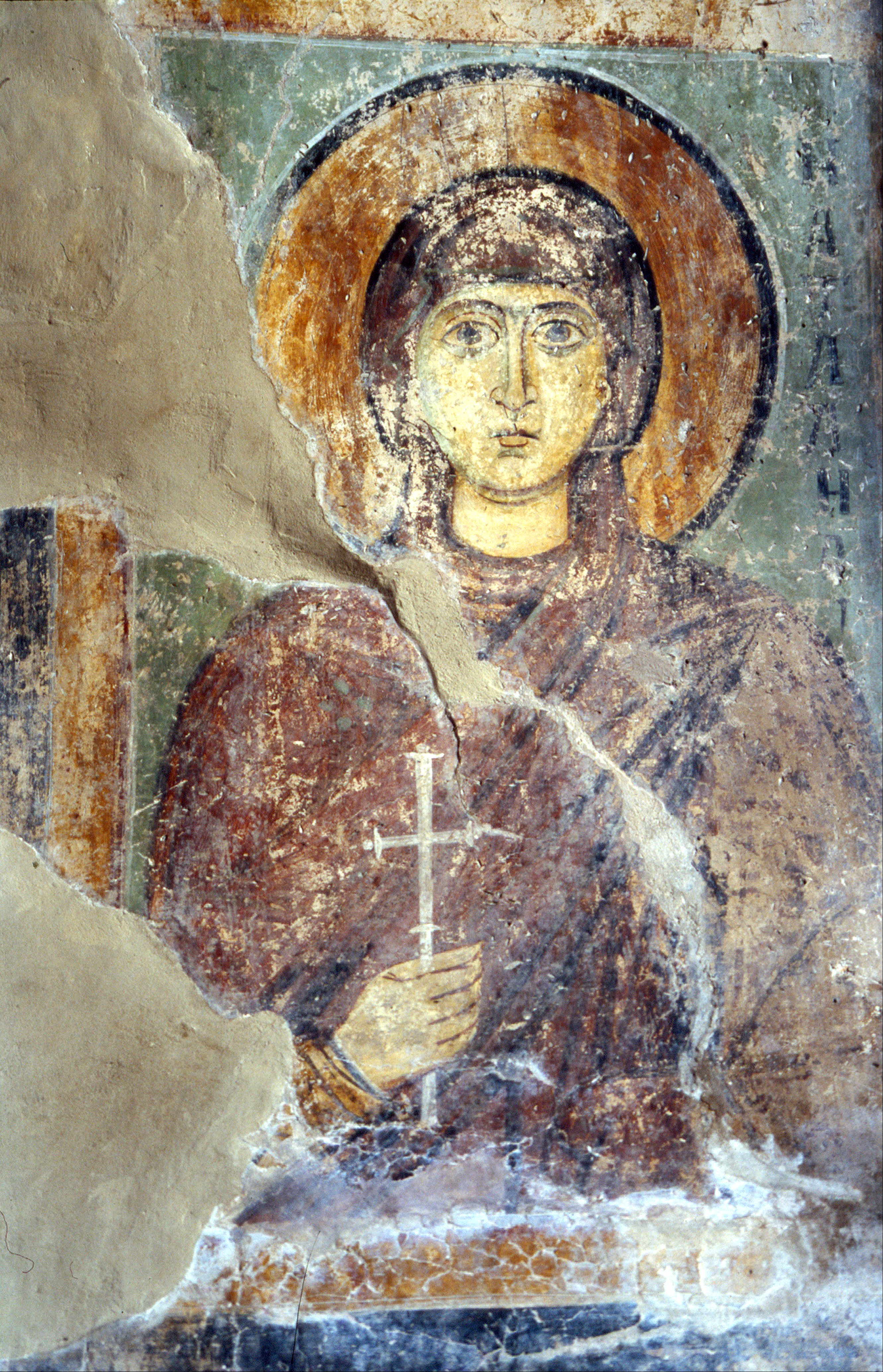
Свята Наталія Нікомедійська
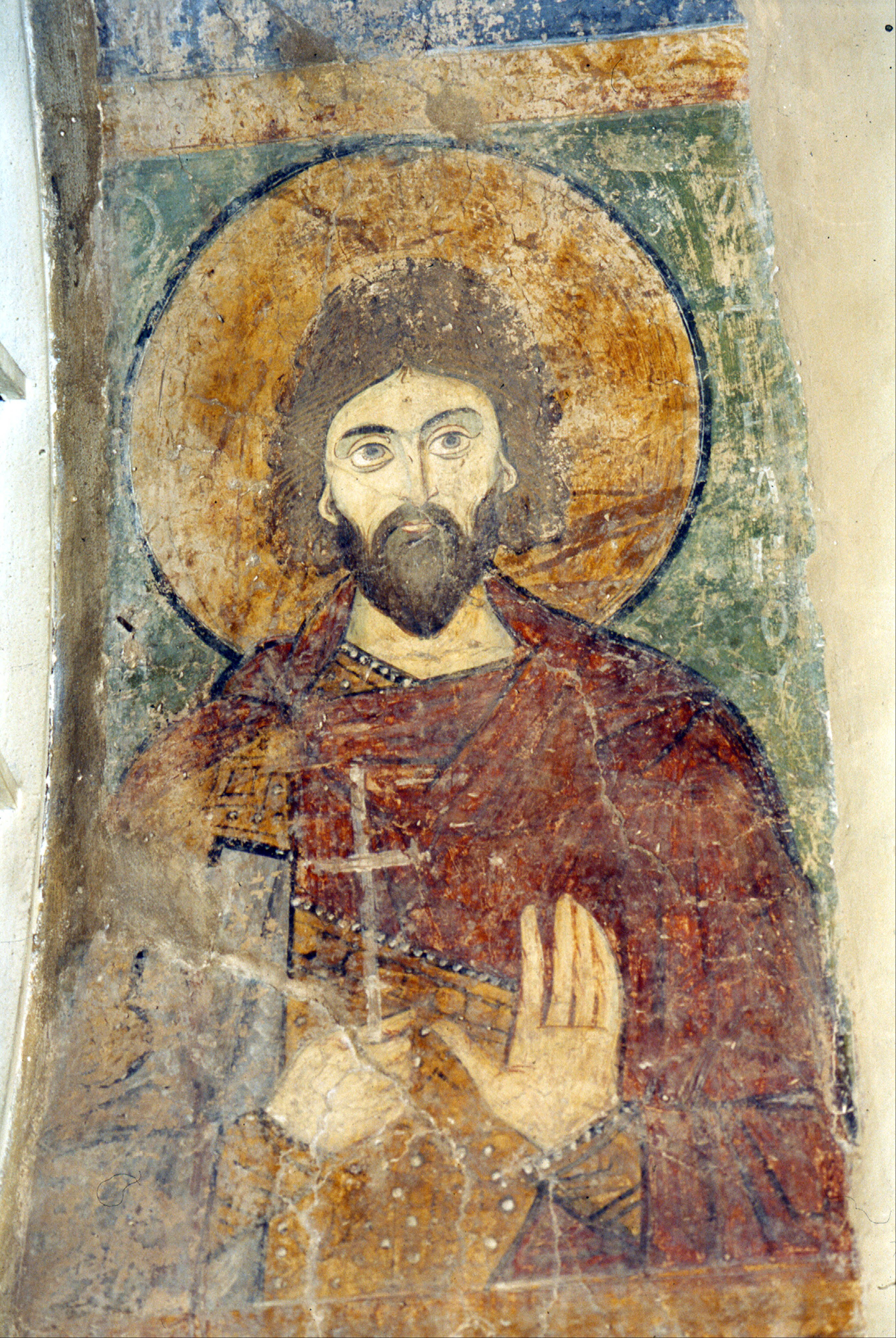
Адріан Нікомедійський
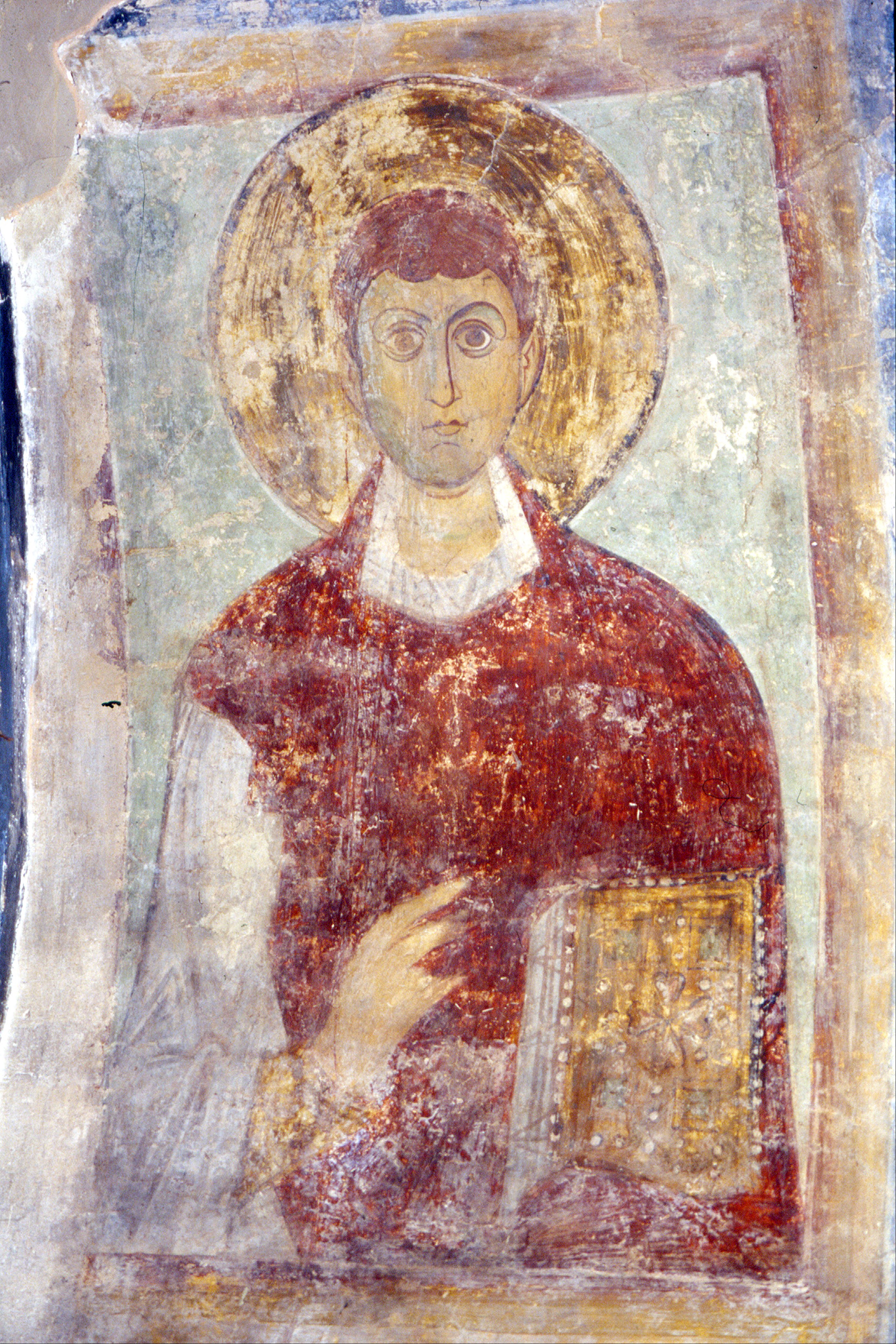
Святий Пантелеймон
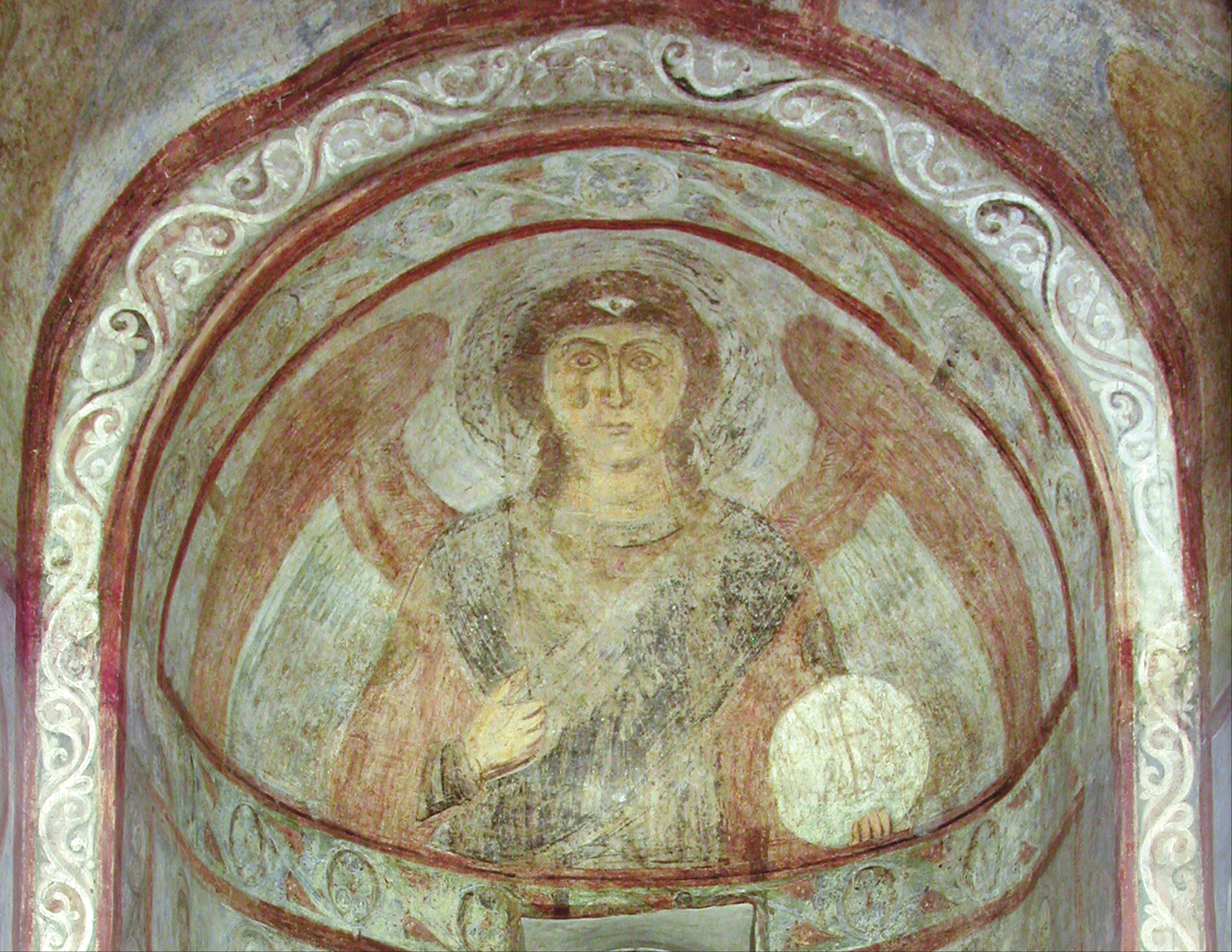
Архангел Михаїл

### Графіті
На стінах Софійського Собору досі залишилися написи та малюнки, залишені священниками та відвідувачами собору. Ці написи та малюнки мають загальноприйняту назву — графіті. На сьогодні виявлено понад 7000 графіті XI — початку XVIII ст. Кількість графіті свідчить про високий рівень писемності в Русі-Україні. Найпомітнішими дослідниками і відкривачами більшості графіті є історик Сергій Висоцький та сучасний дослідник, доктор історичних наук В'ячеслав Корнієнко. Деякі графіті Софії Київської виконані не кирилицею, а глаголицею.
- Автограф Володимира Мономаха
- Запис про смерть великого київського князя Ярослава Мудрого

Графіті містять цінні відомості про різні сторони життя Київської Русі — зокрема, збереглися записи про смерть Ярослава Володимировича (Мудрого), автограф Володимира Мономаха, запис про мирний договір, укладений наприкінці XI ст. між князями Святополком Ізяславичем, Володимиром Мономахом і Олегом Святославичем на річці Желані (нині — Жуляни), купівлю княгинею, дружиною Всеволода Ольговича, Боянової землі (середина XII століття). На стінах Софії виявлено цикл дуже ранніх дат, що складають есхатологічний календар і засвідчують очікування в першій третині XI ст. кінця світу і Другого Пришестя Христа. У різних місцях собору знайдено 11 графіті, що містять дати 1018—1036 роки і дають змогу визначати виникнення собору другим десятиріччям XI століття. Оскільки більшість графіті писали прості, хоч і письменні, жителі давнього Києва, то нині вони є одним з найімовірніших джерел про давньоруську мову, тобто мову, якою розмовляли мешканці Київської Русі, на відміну від принесеної книжної церковнослов'янської. Аналіз давніх написів засвідчує, що їм притаманні багато рис сучасної української мови.

### Іконостас
У XI столітті, під час будівництва собору, вівтар був відокремлений від загального приміщення лише невисокою передвівтарною огорожею, виготовленою з мармуру. Перший іконостас був виготовлений та встановлений під час перебудови Собору Митрополитом Петром Могилою у 1637—1638 роках. Врата простояли в соборі 184 роки, аж до 1934 року, коли більшовики розпорядилися розрізати їх на шматки (що б легше було винести з собору та перетопити) та відправити в резервний фонд дорогоцінних металів.
Випадково декілька фрагментів воріт 1977 році знайшли у запасниках Києво-Печерської лаври, де в сталінські роки було розміщене так зване Музейне містечко, куди зі всієї України звозили конфісковані церковні цінності, які переважно перетоплювали на метал. Вдалося з'ясувати, що уцілілі частини врат потрапили туди з резервного фонду дорогоцінних металів у 1940-ві роки. Інші, ймовірно, були перетоплені.
У радянські роки реставрувати врата не вдалося, бо Москва не дала дозволу на купівлю 2,2 кг срібла необхідних на реставрацію вцілілих частин. Нині царські ворота відреставровані, їх повернули на своє колишнє місце.

### Некрополь

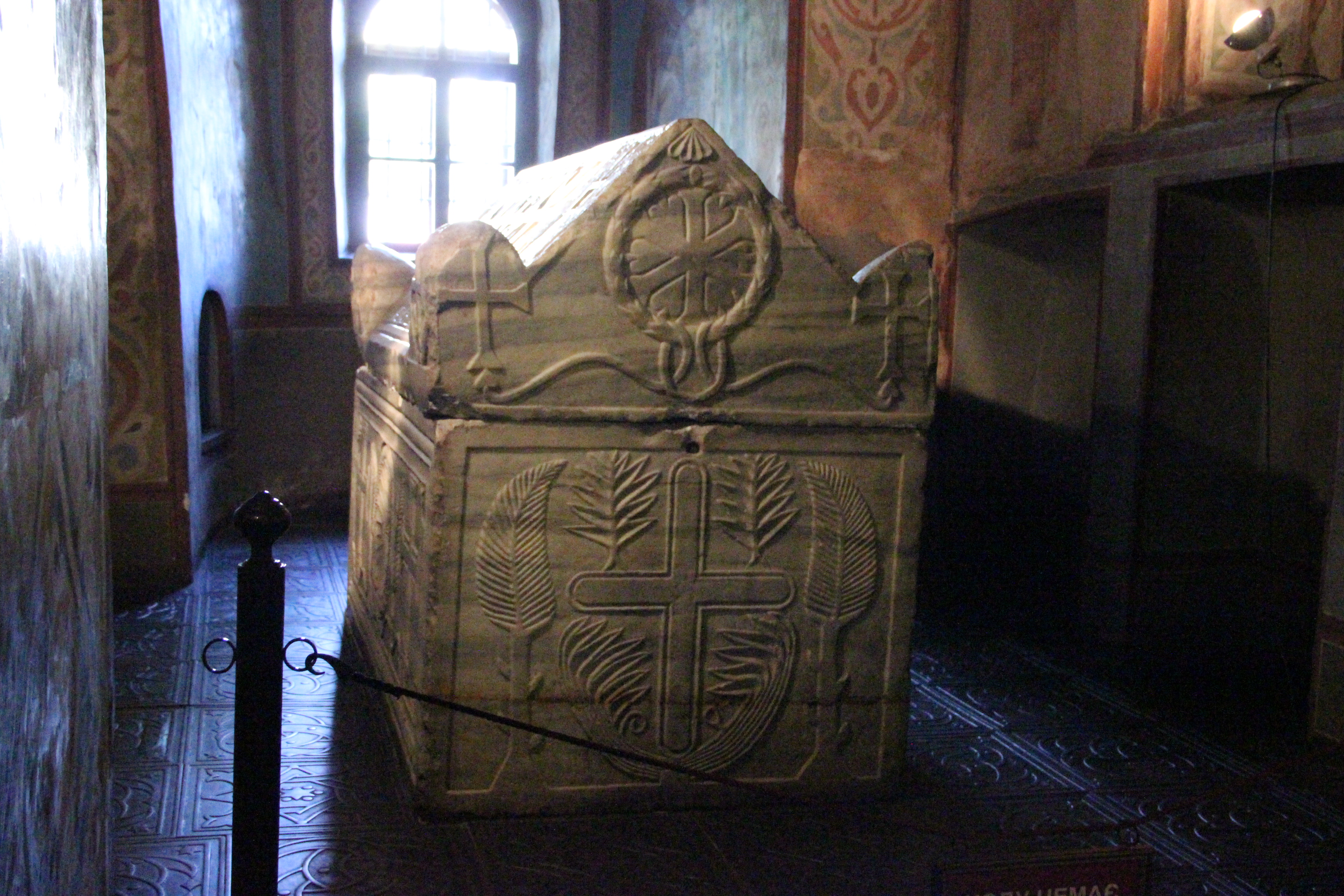
Саркофаг Ярослава Мудрого

Софія Київська з давніх часів слугувала усипальницею князів і вищого духовенства.
Некрополь Святої Софії, що містив десятки поховань як у соборі, так і на його подвір'ї, є найдавнішим і охоплює найдовший за часом існування період в історії України (1054—1995).
Більшість імен тих, хто похований у Софійському некрополі, невідома, однак ідентифіковані поховання свідчать про те, що тут знайшли притулок видатні діячі національної історії:
- І — давня зовнішня північна галерея;
  - І а — східна частина давньоруського параклиса, що входив до складу усипальні Ярослава; каплиця-усипальня Володимира часів Петра (Могили); І б — західна частина параклиса;
  - І а, б — Благовіщенський вівтар (з кінця XVII століття); вівтар Св. Іоанна Предтечі (з першої чверті XIX століття);
  - І в — вівтар на честь Собору Св. Іоанна Предтечі (з кінця XVII ст.); Стрітенський вівтар (з першої чверті XIX ст.);
- II — давня внутрішня північна галерея; Володимирський вівтар (з часів Петра (Могили));
  - II а — давня каплиця-усипальня Ярослава;
  - II б — давня усипальня Всеволодовичів;
- III — Георгіївський вівтар;
- IV — вівтар Апостола Петра;
- V — центральна нава;
- VI — вівтар Святих Якима та Анни;
- VII — Михайлівський вівтар;
- VIII — давня внутрішня південна галерея; вівтар Святих Антонія і Феодосія (з кінця XVII століття);
- IX — давня зовнішня південна галерея;
  - IX а — каплиця-усипальня Св. Макарія часів Петра Могили;
  - IX а, б — Успенський вівтар (з кінця XVII століття);
  - IX б — склеп XVIII століття з похованнями Митрополитів;
  - IX в — вівтар Дванадцяти Апостолів — капела Івана Мазепи (з кінця XVII століття);
- X — давня внутрішня західна галерея;
- XI — давня зовнішня західна галерея;
  - XI а — хрестильня кінця XI — початку XII століть, вбудована в галерею; XI б — нартекс, побудований наприкінці XIX ст. на місці зруйнованої галереї.

- 1 — саркофаг Ярослава Мудрого;
- 2 — саркофаг Володимира Мономаха;
- 3 — первісне місце раки Св. Макарія;
- 4 — поховання Сильвестра (Косова);
- 5 — поховання Гедеона (Святополка-Четвертинського);
- 6 — вхід до Митрополичого склепу XVIII ст.

У склепі XVIII століття поховані Митрополити:
- 7 — Рафаїл (Заборовський);
- 8 — Арсеній (Могилянський);
- 9 — Гавриїл (Кременецький);
- 10 — Самуїл (Миславський);
- 11 — Ієрофей (Малицький);
- 12 — Серапіон (Александровський);

Поховання вищого духовенства XIX ст. у зовнішній північній галереї:
- 13 — Леванда Іоанн;
- 14 — Митрополит Євгеній (Болховітінов);
- 15 — Митрополит Платон (Городецький).

За свідченням літописів у Софії були поховані князі Всеволод Ярославич, Ростислав Всеволодович, Володимир Мономах, В'ячеслав Володимирович.
Окрім зазначених поховань, у Софійському соборі зберігається перенесений з руїн Десятинної церкви в XX столітті саркофаг «княгині Ольги».

## Архітектурний ансамбль
- Софійський собор
- Дзвіниця
- Будинок митрополита
- Трапезна церква
- Братський корпус
- Бурса
- Консисторія (хлібня)
- Південна в'їзна вежа
- Брама Заборовського
- Келії
- Монастирський готель
- Пам'ятна стела бібліотеці Ярослава Мудрого

- Мапа заповіднику «Софія Київська».
- Межі охоронної (буферної) зони об'єкта Світової спадщини ЮНЕСКО «Свята Софія».

### Дзвіниця
З боку Софійської площі височіє Дзвіниця з парадним в'їздом на подвір'я собору. Її силует зводить у єдине ціле споруди Софійського ансамблю. Дзвіниця вбудована у монастирський мур з південно-східного боку подвір'я. Це перша кам'яна споруда, зведена у 1699—1706 роках після пожежі кінця XVII ст. Її архітектор невідомий, у документах згадується лише ім'я одного з будівничих — «кам'яних справ підмайстра», мешканця Києво-Печерського містечка Сави Яковлєва. Спочатку Дзвіниця була триярусною, увінчаною невеликою банею з високим шпилем. Оскільки Дзвіницю зведено на місці давнього яру, невдовзі після спорудження її верхні яруси почали руйнуватися. Вони дали значні тріщини, що загрожувало обвалом, тому в 1744—1748 роках були розібрані й перебудовані. Відбудовою Дзвіниці керував відомий петербурзький зодчий Й.-Г. Шедель, який на замовлення митрополита Рафаїла (Заборовського) виконав у Києві чимало будівельних робіт. Відбудована Дзвіниця також була триярусною, увінчаною ошатною бароковою банею з позолоченими шпилем і зірочками на блакитному тлі. У 1851—1852 роках за проєктом єпархіального архітектора П. Спарро Дзвіницю підвищено ще на один ярус. Її увінчали дерев'яною грушоподібною банею, вкритою мідними позолоченими листами.
- Софіївський монастир у Києві. Акварель М. Сажина (1840-ті)
- Софійський собор вже із чотириярусною дзвіницею (світлина кінця XIX століття)

Дзвіниця, висота якої досягла 76 м, стала домінувати не лише над колишньою Хрещатою долиною, а й над забудовою Верхнього Києва. Хоча від первісної споруди збереглися перший і частина другого ярусу, однак архітектура і декор Дзвіниці сприймаються як гармонійне ціле. Парадність Дзвіниці підкреслено пірамідальною композицією: чотири архітектурні об'єми поступово звужуються догори і завершуються банею. Два нижніх яруси — прямокутні, верхні — восьмикутні. Над ними височіє баня, увінчана маківкою з хрестом. Нижній ярус має склепінчастий проїзд, арки якого прикрашені розірваними фронтонами. Над проїздом влаштоване закрите приміщення, куди ведуть гвинтові сходи у товщі стіни з північного боку проїзду. Три верхні яруси не мають міжповерхових перекриттів і відкриті назовні арками. Ярусність композиції позначено карнизами складного профілю, по вертикалі поверхні стін розчленовано пласкими пілястрами, між ними — декоровані ніші. З архітектурними формами Дзвіниці чудово взаємодіє її скульптурний декор. У вигадливе мереживо ліпного орнаменту вплетені сюжетні барельєфи — динамічні фігури ангелів у вигляді українських парубків у підперезаних жупанах, зображення купідонів, масок, гірлянд, квітів у кошиках, букетів, геральдичних двоголових орлів, балдахінів над нішами тощо. Східний фасад звернений до Софійської площі. Він прикрашений у третьому ярусі постатями апостола Андрія і князя Володимира — основоположників християнства на Русі-Україні.

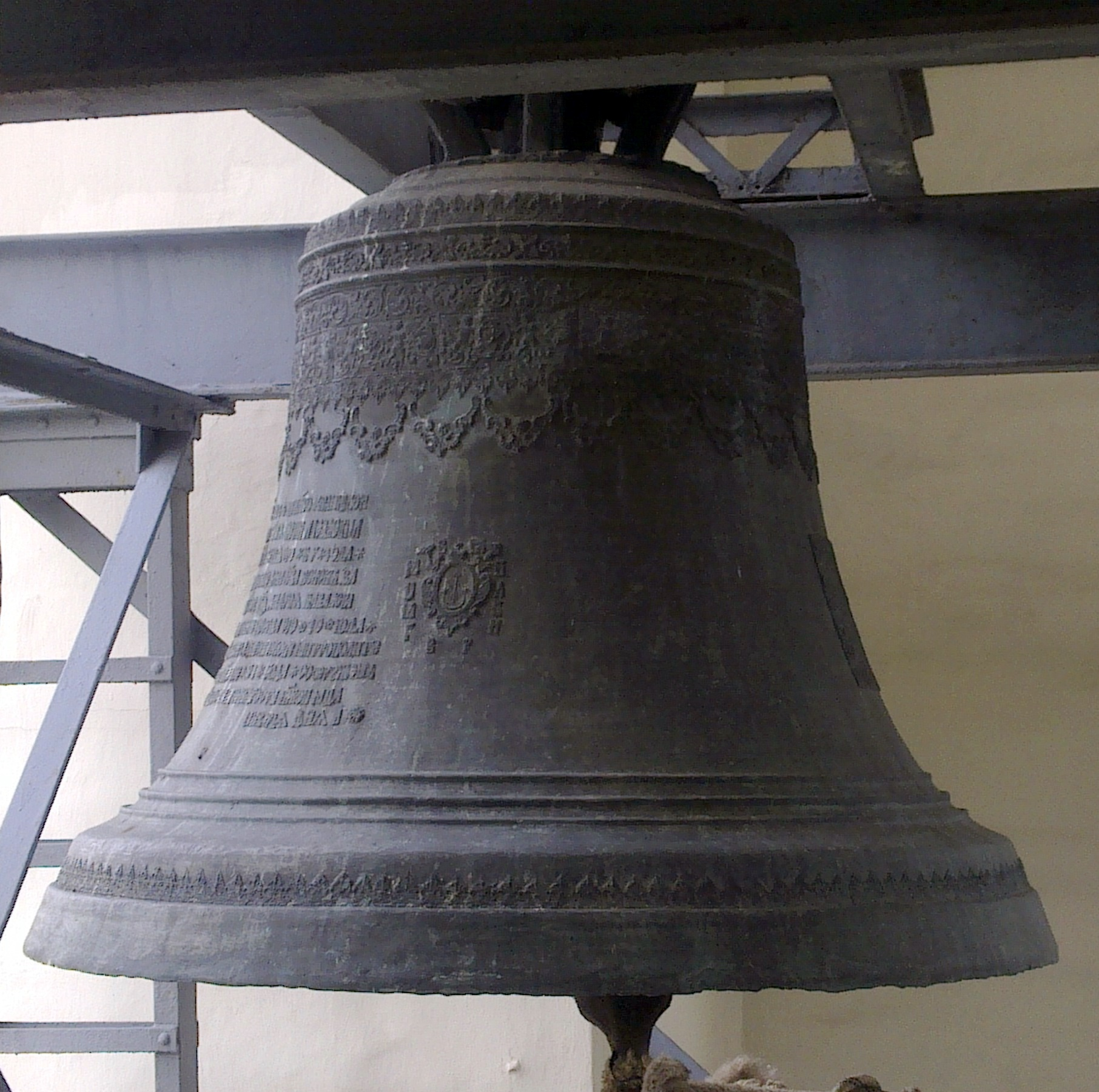
Дзвін Мазепа

Західний фасад Дзвіниці, з боку подвір'я, декорований постатями архангела Рафаїла й апостола Тимофія — небесних патронів митрополитів Рафаїла (Заборовського) і Тимофія (Щербацького), за яких у XVIII ст. вона перебудовувалась. Ліпні прикраси виконували талановиті майстри з Жовкви Іван і Степан Стобенські. Орнаментація стін посилюється пофарбуванням Дзвіниці, яке спершу було поліхромним, а з XIX ст. фасади стають двоколірними. Яскрава білизна ліпних прикрас на бірюзовому тлі у поєднанні з сяйвом золота створюють враження урочистої святковості. У другому ярусі Дзвіниці зберігся дзвін 1705 року, відомий під назвою «Мазепа». Це один з 20 дзвонів, розміщених колись у Дзвіниці. Серед старих бронзових дзвонів, що збереглися в Україні, «Мазепа» є найбільшим за розмірами та найбагатшим за орнаментикою. На початку XXI ст. здійснені значні за обсягом ремонтно-реставраційні роботи: зміцнені конструкції, відреставровані фасади та інтер'єр, оновлена позолота бані. Вперше за багато років пам'ятку відкрито для відвідування. Влітку 2008 року, під час святкування 1020-річчя хрещення Русі на Дзвіниці встановлено 20 нових дзвонів загальною вагою 835 кг. 25 липня 2008 року ці дзвони освятив Вселенський патріарх Варфоломій І. Відтоді їхня гра супроводжує всенародні урочистості на Софійській площі.

### Трапезна
З південного боку собору розташована Трапезна (Тепла, або Мала Софія), побудована в 1722—1730 рр. (?) Вона об'єднувала церкву Воскресіння Лазаря, обідній зал і кухню. На другому поверсі містилися комори для продуктів і монастирського начиння. Під будинком влаштували велике складське приміщення. У 60-х роках XVIII ст. Трапезна добудовувалася за участю відомого українського архітектора І. Григоровича-Барського. У 1822 р. за проєктом архітектора А. Меленського Трапезну перебудовано на зимову церкву Різдва Христового. Відтоді вона має назву Теплої, або Малої Софії. У 1872 р. Теплу церкву значно розбудовано і надано їй вигляду тринавної базиліки з високою центральною навою, яка завершується на сході великим вівтарем, увінчаним грушеподібною банею. Ця гарна барокова споруда вкрита дахом «із заломом» і прикрашена з заходу пишним хвилеподібним фронтоном. Під час реставрації 1970-х років Трапезній частково повернули первісні архітектурні форми. У Трапезній експонується виставка «Перші Храми Києва». На ній можна ознайомитись з фрагментами мозаїчної підлоги з Десятинної церкви, гробницею прикрашеною різьбленням ХІ — XII ст., історією дослідження архітектурних пам'яток давнього Києва тощо.

### Хлібня
У 1722—1730 роках неподалік від Трапезної побудували Хлібню (пекарню), переобладнану після закриття монастиря під приміщення духовної Консисторії — органу єпархіального управління і суду. Спочатку будинок Хлібні був одноповерховим, а в 1770—1783 роках був надбудований другий поверх. 1853 року будинок знову перебудовувався. Було змінено його внутрішнє планування і архітектурний декор фасадів. Внаслідок перебудов споруда втратила первісний бароковий вигляд. Нині Хлібня — прямокутна у плані будівля, витягнута по осі північ-південь. На східному фасаді виступає оздоблений рустом ризаліт XIX ст. У XIX ст. вздовж вулиці Володимирської, на місці огорожі XVIII ст., спорудили друге (південне) крило Консисторії. ЇЇ первісне (північне) крило виявилося вбудованим у нову споруду своїм південним торцем. Наразі у приміщеннях Хлібні відкрито просторі виставкові зали.

### Південна вежа
До південного крила Консисторії примикає кам'яна Південна вежа — ще один в'їзд на монастирське подвір'я, влаштований за часів гетьмана Івана Мазепи. Це квадратна у плані двоповерхова споруда, яку увінчує масивна напівсферична баня з конусоподібним шпилем. На шпилі, як і колись, в жовтні 2010 р. було встановлено металевий флюгер у вигляді позолоченої постаті архангела Михаїла. Перший поверх споруди має склепінчастий проїзд. Над ним розташоване просторе приміщення. Нині тут — одне з фондосховищ заповідника. У товщі східної стіни — склепінчасте приміщення для сторожі. Зі сходу до вежі примикає зведений одночасно з нею найдавніший відрізок потужного цегляного муру, що поєднує її з Дзвіницею. Мур навколо садиби Софійського монастиря споруджено впродовж першої половини XVIII ст.

### Будинок митрополита

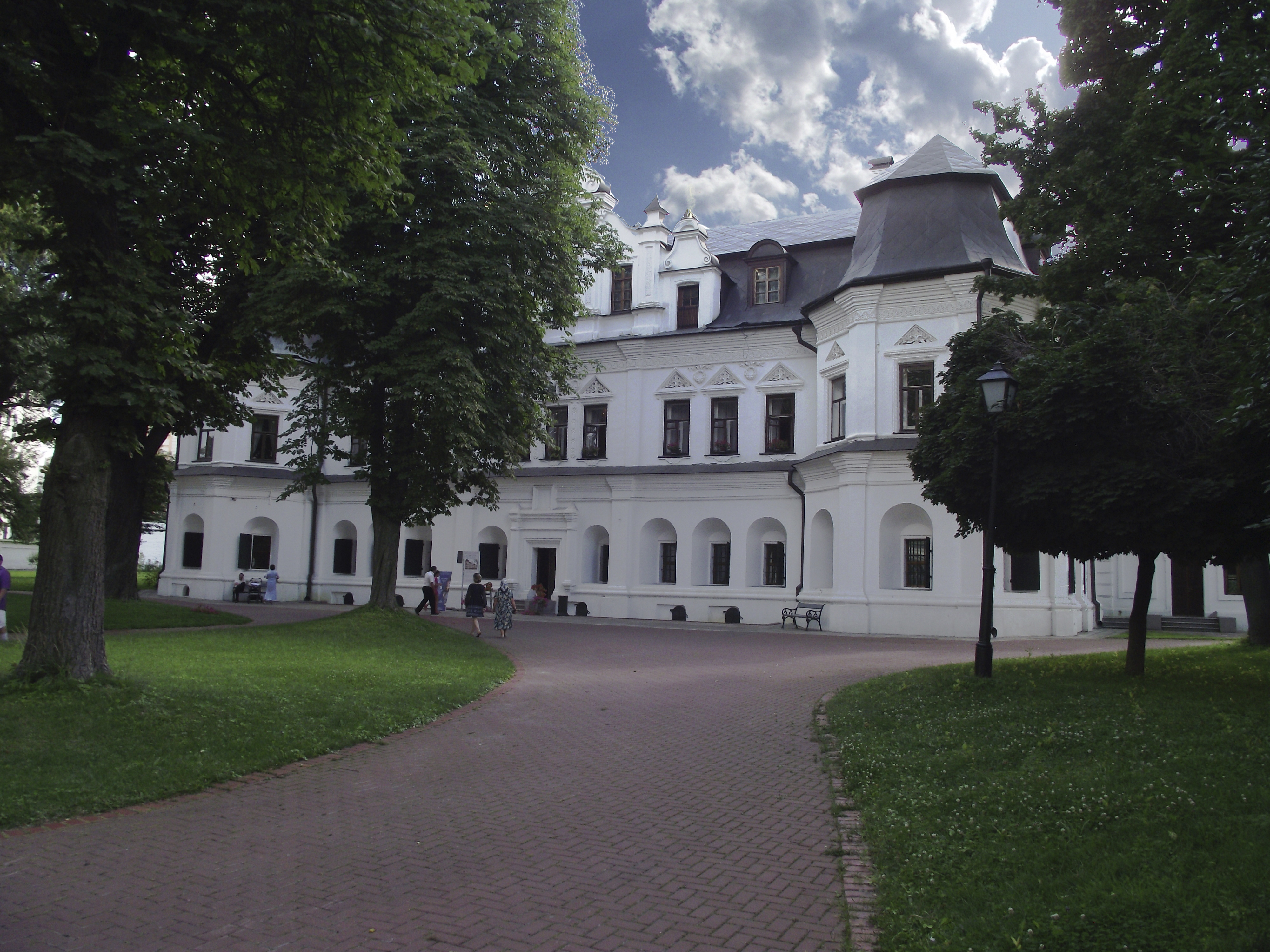
Будинок митрополита

Будинок митрополита розташований у західній частині подвір'я Софійського архітектурного комплексу, напроти головного входу до собору. До створення цієї перлини українського бароко доклали зусиль кілька київських митрополитів. Споруджений у 1722—1730 рр. за часів митрополита Варлаама (Ванатовича), Будинок спочатку був одноповерховим. Його наступник митрополит Рафаїл (Заборовський) (1731—1747 рр.) спорудив другий поверх, у зведенні якого, ймовірно, брав участь талановитий зодчий Й. Г. Шедель. Завершення будівництва припало на час перебування на київській кафедрі митрополита Тимофія (Щербацького) (1747—1757 рр.), який залучив до робіт архітектора С. Антонова. В цей період споруджено третій, мансардний поверх, влаштовано новий дах з заломом, східний і західний фасади Будинку прикрашено чудовими бароковими фронтонами.
Надалі Будинок неодноразово перебудовувався, добудовувався і ремонтувався. У 1880-ті рр. за проєктом відомого київського архітектора В. Ніколаєва з західного боку зроблено прибудову, влаштовано балкон зі сходами, якими з другого поверху можна було спуститися в митрополичий сад. В інтер'єрі з'явилися нові широкі гранітні сходи.
Після жовтневого перевороту Будинок митрополита було націоналізовано, і тут розташовувалися різні організації.
Масштабні ремонтно-реставраційні роботи у Будинку митрополита здійснено протягом 2005−2008 рр. (автори проєкту реставрації — архітектори С. Юрченко і В. Отченашко; меценат — Благодійний фонд «Розвиток України»). В процесі робіт було відкрито та реставровано автентичний живопис XVIII ст., що зберігся в інтер'єрі пам'ятки. Фахівці вивчили найближчі аналоги предметів умеблювання, завдяки чому на першому поверсі Будинку сформовано музейну експозицію, яка відтворює інтер'єр та начиння митрополичих покоїв XVIII—XIX ст. На другому поверсі знаходяться виставкові зали та велика, обладнана сучасними технічними засобами, конференц-зала, де проходять конференції, семінари та інші заходи культурно-масового характеру.

### Брама Заборовського
У XVIII ст. Будинок митрополита мав окремий в'їзд з міста — тріумфальну Браму Заборовського, до якої вела вулиця від Золотих воріт. Це одне з найкращих творінь Й. Г. Шеделя, зведене до 1745 на замовлення митрополита Рафаїла (Заборовського) на честь відновлення в 1743 Київської митрополії. Від Брами зберігся західний фасад з фронтоном і частина споруджених біля неї мурів. Саме біля Брами Заборовського мури замкнули огорожу навколо садиби Софійського монастиря. У XVIII ст. Брама була прямокутною у плані кам'яною спорудою з арковим проїздом завширшки 3,2 м. З двору обабіч проїзду розміщувалися приміщення для варти — кордегардії, по два з кожного боку. У куті південно-західного приміщення були гвинтові сходи, що вели на просторе горище. До Брами прилягає кам'яна огорожа XVIII ст., висота якої сягає 4 м. Відносно неї західний фасад Брами дещо відступає вглиб двору, утворюючи перед в'їздом невелику аванплощу. Парадність Брами Заборовського посилює її багатий декор. Браму фланковано двома парами перспективно розташованих колон з пишними коринфськими капітелями. Передня пара колон підтримує орнаментований парапет, що перспективно тягнеться до арки, яка спирається на другу пару колон. Над аркою височіє чудовий бароковий фронтон, суцільно вкритий ліпним орнаментом. Центром орнаментальної композиції є митрополича митра під схрещеними вітами пальми — символ духовної влади і знак відродженої митрополії. У ліпний орнамент тимпану, що утворився між арками, вміщено картуш із фамільним гербом Заборовського — палаючим серцем з хрестом на ньому як символом любові до Бога. Високим бароковим фронтоном прикрашений і східний фасад Брами. Із забудовою міста Брама опинилась у тісному Георгіївському провулку, тому у 1822—1823 роках її замурували, кордегардії розібрали, а на місці митрополичого двору заклали сад. У 2007—2009 рр. споруду відроджено в первісних формах.

### Братський корпус
Будинком митрополита з півночі сусідує Братський корпус, зведений у середині XVIII ст. під чернечі келії. Це витягнута майже на 60 м по осі північ-південь споруда. Спочатку вона була одноповерховою, з відкритою галереєю на західному фасаді. Вже у 60-х роках XVIII ст. над спорудою надбудували другий поверх. У XIX ст. до західного фасаду прибудовано двоярусну дерев'яну галерею зі сходами на другий поверх. Зараз у Братському корпусі розміщено фондосховище заповідника.

### Бурса
Північніше собору стоїть будинок Бурси, зведений у 1763—1767 роках архітекторами М. Юрасовим і П. Паповим. Двоповерхова прямокутна споруда витягнута зі сходу на захід майже на 108 м. Два виступи на зверненому до собору південному фасаді утворюють перед Бурсою парадний під'їзд. Споруді надає величності й високий дах «із заломом». Фасади розчленовано пілястрами, які надають витягнутій у довжину споруді чіткого ритму. У проміжках між пілястрами згруповано гарно оформлені вікна. Нині тут міститься Центральний державний архів-музей літератури і мистецтва України.

### Пристінні келії
На південній межі монастиря, вздовж монастирського муру, що простягається вздовж вул. Володимирської, знаходиться корпус пристінних келій, збудованих 1839 року.

### Монастирські мури
Мури, що оточували садибу Софійського монастиря, почали зводитися в першій половині XVIII століття та були завершені 1750 року. Початково вони обмежували всю територію монастиря, але згодом їхня протяжність поступово зменшувалася, поки у 1930-х роках мури досягли сучасної довжини. Висота мурів становить 4 метри, шириною вони мають 5 цеглин. Мури вкриті одно- чи двоскатним дахом. Система мурів має у своєму складі дзвіницю, Південну в'їзну вежу та Браму Заборовського.

## Реставраційні роботи
Над реставрацією собору працювали: відомий італійський зодчий Октавіано Манчіні, українські художники брати Тиміш та Іван Зінов'єви. Для оздоблення собору було виписано з Москви позолотника Якима Євтихієва, іконописця Йоакима, а також різьбярів, теслів, мулярів. Зроблено було чимало. Відреставровано центральне ядро Софії, де відбувалися відправи. Основну увагу приділено вівтарній частині і північному фасаду, оскільки саме тут знаходився головний вхід, бо західна стіна все ще лежала в руїнах. Був виготовлений високий дерев'яний різьблений і позолочений іконостас з соборною іконою Св. Софії. За сучасними дослідженнями, Могила створив у східних торцях північної і південної зовнішніх відкритих галерей дві каплиці, призначені для мощей князя Володимира Святославича і київського священномученика митрополита Макарія. Ця акція була приурочена до Київського собору 1640 року, який відкрився в Софії на її престольне свято — Різдво Богородиці. Реставрація Собору тривала дуже довго й, на жаль, не була завершена за часів Могили, оскільки обсяг робіт був величезним. Після Могилянської реставрації Софія загалом зберегла свій первісний стан. Про вигляд Софії цього періоду свідчать малюнки голландського художника А. ван Вестерфельда (1651) й опис собору архідияконом Павлом Алеппським (1652). 26 квітня (6 травня) 1686 року був укладений Вічний мир — договір про розділ території України Московським царством і Річчю Посполитою. Мир завершив московсько-польську війну, що тривала з 1657 року на території сучасної України та Білорусі. Договір підтверджував пункти Андрусівського перемир'я 1667 років. Подальше відродження собору пов'язане з іменем Івана Мазепи (1687—1708) і його сподвижника — митрополита Варлаама Ясинського (1690—1706). Гетьман надав 5000 дукатів на позолочення бані Софії, подарував собору золоту чашу в 500 дукатів, а на його відновлення виділив 50 000 золотих. 1697 року сильна пожежа знищила вже полагоджені дерев'яні будівлі монастиря, зведені за Петра Могили та монастирський архів. Але до початку XVIII ст. Софійський собор було повністю відбудовано. Внаслідок капітальних ремонтно-реставраційних робіт на рубежі XVII — XVIII ст. собор зовні набув барокового вигляду, який у своїх основних рисах зберігся донині. Над одноярусними відкритими галереями було надбудовано другі поверхи, аркбутани розібрані, а галереї перетворено на закриті приміщення, де розмістилися бічні вівтарі.
До кінця 1740 року було завершено реконструкцію та будівництво. Колода була додана в період з 1744 по 1752 роках, з фінішними штрихами, такими як позолочений купол, що мав місце в 1852 році. Прикрашати купол використовувалося приблизно чотири кілограми золота.
Упродовж XVIII ст. змінюється й інтер'єр собору. Його поруйновану західну частину перебудували, внаслідок чого центр собору став просторішим. На стінах собору з'явилися нові олійні малювання у традиціях барокового живопису, сховавши під собою стародавні фрески. Мозаїки були залишені та стали основними акцентами нової системи внутрішнього убранства. Розмальовування Софії, що тривало впродовж усього XVIII ст., проводили художники живописної майстерні Софійського монастиря.
У 1786 році монастир було ліквідовано у зв'язку з секуляризаційною реформою Катерини ІІ. У цей же період в соборі була проведена реконструкція, частиною якої було посилення основних опорних елементів конструкцій системою тяжів і анкерних пристроїв, на що було виділено не менш 500 пудів метала. Тоді ж було й набуто назву «Києво-Софійський Кафедральний Собор», з відповідним штатом та утриманням. Відтоді київський митрополит вважався одночасно й архімандритом Києво-Печерської лаври. Софійський собор залишився резиденцією митрополита, якому дозволялося мати осідок у Лаврі.
Наступний етап в історії реставрації Софії пов'язаний з роботами 1843—1853 рр. під керівництвом академіка Ф. Солнцева. Стіни від пізніших нашарувань тиньку й барокового живопису очищалися примітивними методами, відкриті фрески промальовувалися олійними фарбами згідно з первинним виглядом за візантійськими канонами. Для оснащення собору повітряно-калориферним опаленням у 1882 р. до західного фасаду прибудували нартекс, під яким влаштували теплову камеру. Тоді ж було перебудовано бароковий фронтон над західним фасадом, якому надали модної псевдовізантійської форми. Після створення, у 1919 році, Української Автокефальної Православної Церкви (УАПЦ), Софія Київська стала її катедральним собором. Одночасно тут діяла Софійська комісія Всеукраїнського Археологічного Комітету Всеукраїнської Академії наук, велися реставраційні й дослідницькі роботи. Разом з тим у 1920-30-ті рр., як і в інших церквах Києва, відбувалась конфіскація найкоштовніших речей Софійського собору.
В 1934 р. було утворено Софійський державний заповідник, відкритий для відвідувачів навесні 1935 р. Створення заповідника відкрило нову сторінку в житті древнього Софійського собору і пам'яток архітектури на його території. Виникли широкі можливості для досліджень і реставрації. В першу чергу було виконано науково обґрунтоване дослідження собору під керівництвом І. Моргілевського, І. Е. Грабаря, яка стосувалась реставрації фресок та мозаїк, проведено археологічні та архітектурні дослідження. Над реставрацією мозаїк і фресок працювали В. Фролов, П. Юкін, А. Баранов, І. Овчинников та О. Домбровська. Археологічні дослідження проводили Т. Мовчанівський, І. Самойловський, М. Каргер. Такі роботи ще масштабніше розгорнулися у повоєнні роки. Археологічні роботи продовжив М. Каргер. Історики архітектури Ю. Асєєв, М. Кресальний, В. Волков на базі нових досліджень створили макет-реконструкцію давнього вигляду собору [1,2,3]. У 1950-ті рр. архітектурну реставрацію Софії було переважно завершено. Розгорнулася багаторічна робота з реставрації монументального живопису. Головним завданням реставраторів було розкриття давнього живопису з-під пізніших нашарувань, виявлення і ліквідація відшарувань тиньку, очищення живопису від бруду й кіптяви. Завдяки реставраційним роботам відроджено найбільший у світі стінописний ансамбль першої половини ХІ ст.: 260 м² мозаїк (з 640 м²) і близько 3000 м² фресок (з 6000 м²).
Завдяки подальшим дослідженням була уточнена конструктивна система наземної будови, основного ядра, її перебудов, фундаментна система собору та деталі її історії будівництва. Закладання будівлі виконували на місцині, яка була вирівняна і мала ухил близько 1.5 м із заходу на схід. Роботи здійснювали без кутомірних інструментів, використовували шнур і кілочки по прийнятій у візантійській архітектурі того часу системі пропорційності, що призвело до деяких неточностей на плані та позначилося на композиції будівлі. Будівля собору подібна до церков, які зустрічаються у візантійській архітектурі столичної константинопольської школи, але прямих аналогій у нього немає. Для київського собору характерна центрична композиція: довжина його центральної частини майже дорівнює ширині (без галерей). Будівництво собору йшло швидко, про що свідчать «денні захватки» мулярів, які можна прослідити в кладці стін. Зведення будівлі продовжувалося не більш трьох-чотирьох сезонів і, ймовірно, стільки ж зайняли роботи по внутрішньому оформленню й оздобленню. Надалі надземні конструкції собору неодноразово перебудовувалися і посилювалися, але основне ядро собору збереглося незмінним.
Зовнішні фундаменти виконані з бутової кладки, що складається з гранітних валунів і великих брил червоного овруцького кварцу на цем'янковому розчині із шириною обріза фундаменту 0,18…0,44 м на глибину 1,75…2,0 м, внутрішні фундаменти складені з рваного бутового каменю насухо, без розчину з обрізом фундаменту 0,15…0,2 м на глибину 0,85…1,0 м. Фундаменти надалі не посилювались, окрім західної частини, де при будівництві підвалу під нартексом були споруджені цегельні стрічкові фундаменти завглибшки до 5 м. Таким чином, сучасна будівля являє собою єдину систему, яка поєднує древнє ядро Софії і пізніші конструкції, посилені системою конструктивного захисту — контрфорсами і тяжами. Наразі опорні конструкції Собору загалом знаходяться в стабільному стані. Але слід зазначити, що північна частина собору має набагато менше деформацій, ніж південна, для якої характерна велика кількість наскрізних і силових тріщин. Особливо це стосується колишньої галереї, південної башти і приміщення хрещальні, що примикає до них. Ширина розкриття більшої частини тріщин в центральній і північній частині собору складає 0,1…1 мм, в стінах південної галереї — 0,1…8 мм, в хрещальні до 80 мм. Ширина розкриття тріщин в склепінні хрещальні складає 0,5…7 мм, в куполі Михайлівського залу — 0,5…2,5 мм. Згідно з дослідженнями, проведеними інститутом ДП НДІБК та КДП Київгеоінформатика в 2003—2015 рр., динаміка розкриття тріщин в стінах, арках та склепіннях незначна, спостерігаються сезонні коливання ширини розкриття характерних тріщин за спостережними марками в межах 0,3…0,8 мм. Нині велика увага приділяється дослідженню, консервації, збереженню й експонуванню собору, ведеться моніторинг технічного стану собору і території архітектурного ансамблю Софійського собору з метою завчасного запобігання негативних наслідків. Заповідником від початку XXI ст. активно проводяться наукові дослідження за різними напрямами. Усвідомлюючи особливу цінність стародавніх архітектурних пам'яток, насамперед — Софійського собору, як об'єктів культурної спадщини і спадкоємності поколінь, першочерговими вибрані основні напрями досліджень, які безпосередньо і практично спрямовані на їх фізичне збереження. Це: — геодезичні спостереження за станом Софійського собору і монастирських споруд, визначення осідання конструкцій і відхилень від вертикалі; — гідрогеологічний нагляд за рівнями ґрунтових вод на території Софійського подвір'я та станом ґрунтового масиву в його межах; — георадарні дослідження основ і фундаментів будівель з метою визначення їх реальної конфігурації і глибини їх залягання, картографування в підземному просторі зон підтоплення і ущільнення ґрунту; — геофізичні дослідження на території архітектурного ансамблю Софійського собору і прилеглої до нього території історичного центру Києва з метою виявлення аномалій і негативних процесів, які загрожують будівлям; — лазерне сканування та фотограмметрична фіксація споруд і монументального настінного живопису; — дослідження напруженого стану будівель Софійського собору і його Дзвіниці шляхом математичного моделювання і розробки комп'ютерної програми напруженого стану конструктивних систем і змін, які відбуваються під впливом різних негативних чинників; — натурні дослідження фізико-механічних властивостей будівельних матеріалів в тілі стародавніх будівель і визначення їх залишкового ресурсу; — дослідження мікроклімату та термографічні дослідження. Методика та вже отримані результати досліджень представлялись науковцями відділу охорони пам'яток архітектури та керівниками Заповідника в Україні, а також в Лондоні, Льєжі, Брюсселі, Сіані, Москві тощо, де отримали належне визнання та схвалення. Наукові дослідження виконуються висококваліфікованими фахівцями науково-дослідного відділу охорони пам'яток архітектури спільно з науково-дослідними установами та спеціалізованими організаціями Національної Академії Наук України, Міністерства культури України, Міністерства освіти і науки України, Міністерства регіонального розвитку, будівництва та житлово-комунального господарства України, Державної служби України з питань геодезії, картографії та кадастру тощо.
16 жовтня 2023 року було розпочато відкриті торги щодо реставрації покрівлі, конструктивних систем та позолоти куполів Софійського собору за державні кошти, благодійні кошти, спеціальний фонд. Виконання робіт за проєктом розраховане на 5 років — до кінця 2028 року. Сума договору — 79 мільйонів 203 тисячі гривень. 2023 року на виконання робіт, заявлених у тендері, з Державного бюджету виділено 2 млн грн на встановлення хрестів і заміну конструктивних систем кріплення на усіх куполах. Детальні конструкторські та науково-технологічні дослідження стану конструктивних елементів всіх куполів, хрестів та покрівлі Софійського собору були проведені Українським державним науково-дослідним та проєктним інститутом «УкрНДІпроектреставрація».

## Дослідження та реставрація підлог собору
У 2010 році дослідження підлог у Софійському соборі були проведені на першому поверсі в приямку між північно-західною вежею й західною зовнішньою галереєю, на другому поверсі — у вівтарях св. Миколи Мокрого (північні хори) та св. апостола Андрія (південні хори).
Перший поверх. На ділянці між північно-західною вежею й західною зовнішньою галереєю давня шиферна підлога була відкрита Ф. Мовчановським у 1936 р.. Під час розкопок були зняті гладкі квадратні чавунні плити підлоги кінця XVIII ст. й на звільненій таким чином ділянці між вежею, нижньою частиною закладки аркбутана та стіною західної внутрішньої галереї в насипному гумусі Ф. Мовчановським був закладений шурф, у якому він виявив чотири поховання, віднесені ним до XVIII ст. Під гумусовою підсипкою на глибині близько 80 см від рівня підлоги західної зовнішньої галереї Ф. Мовчановський відкрив підлогу з шиферних плит. У своєму звіті дослідник згадує, що після виявлення шиферних плит підлоги останні піднімалися, однак не вказує, які саме та з якою метою. Під чавунними плитами підлоги, як можемо виснувати за звітом Ф. Мовчановського, знаходився суцільний прошарок попелу й дрібного деревного вугілля.
Під час розкопок Ф. Мовчановський вивіз за межі собору весь гумус, який був у шурфі, після чого на шиферні плити підсипали тонку піщану «подушку» й на неї уклали гладкі чавунні плити, які розташовувались тут до розкопок. У результаті утворився приямок завглибшки 80 см від рівня підлоги зовнішньої західної галереї. Під час досліджень 2010 р. нами були зняті чавунні плити в приямку та під тонким прошарком піску знову відкриті шиферні плити підлоги. Дві плити західної частини підлоги перебувають на значній відстані одна від одної. Вочевидь, саме вони, що зберігають своє положення не в in situ, і були підняті Ф. Мовчановським. Інші ж плити підлоги, судячи з їхнього розміщення, перебувають у своєму первісному положенні. У східній частині підлоги плити покладені настільки близько, що шви між ними не заповнені вапняним розчином. У швах між іншими плитами знаходиться сірий вапняний розчин. Однак його не можна розглядати як підставу для датування, тому що він міг з'явитися тут під час пізнішого ремонту підлоги. В одному місці при укладанні плит утворилася неприкрита ними чотирикутна ділянка, в який перебував фрагмент рожевого цем'янкового розчину зі слідами підтески під її форму.
Майже всі шиферні плити чотирикутні, вони мають різні розміри: 20×45 см, 45×50 см, більша частина — 50×60 см. У середній частині підлоги покладена більша шиферна плита (90×135 см) неправильних обрисів, схожа на заготовку для торцевої стінки саркофага. У східній частині підлоги, поверх невеликого тонкого шматка шиферу, на рівні плит підлоги лежала розчавлена керамічна плитка розміром 25×32.5×3 см із зеленою поливою (реставрована). Ймовірно, її поява тут пов'язана з одним із ремонтів підлоги у XVII ст., коли просіли шиферні плити біля давнього підпірного стовпа прикладки під аркбутан. У східній частині підлоги, біля стіни внутрішньої західної галереї, декілька плит відсутні. Тут добре простежується вапняна підготовка під підлогу. На жаль, простежити, чи поширювалася ця підготовка під всю підлогу, неможливо без зняття плит, що, по суті, буде руйнуванням пам'ятки. Підготовка в східному куті майже впритул підходить до стовпа, який підпирає «голівку» аркбутана, зведеного в техніці пошарової кладки з каменю та плінфи (22×34×4–5 см). Судячи з товщини плінфи, стовп прикладку можна датувати початком XII ст. На стовпі, над підготовкою, отже, і над підлогою, зберігся фрагмент вапняного тиньку. Це дає підстави вважати, що шиферна підлога та її підготовка з'явилися раніше початку XII ст., тобто в XI ст. Після установки цього стовпа біля нього відбулося просідання піщаної підсипки. В результаті частина пов'язаної зі стовпом вапняної підготовки підлоги відламалася (спостерігається паралельна стовпу тріщина) та її край біля стовпа трохи просів. Для одержання повнішої стратиграфії у швах між плитами нами були закладені три свердловини, пройдені буром «Геолог» (діаметр робочої коронки 3 см). Буріння показало, що вапняна підготовка між плитами відсутня і що сірий пісок не має яких-небудь прошарків. Таким чином, пісок — це одноразова однорідна підсипка під плити підлоги, яка лежить на материковому лесі. Це побічно підтверджує датування шиферної підлоги XI ст. Нависаюча над вапняною підготовкою штукатурка стовпа XII ст. також підтверджує датування шиферної підлоги XI ст.
На місці зруйнованої західної зовнішньої галереї був влаштований головний вхід до собору, а внутрішня галерея перетворена в закрите приміщення. Єдино неконтрольованим, при цьому, виявився прохід у собор під згаданим аркбутаном, тому його й заклали. Під аркбутаном зберігся також фундамент закладки з дрібно битої цегли на вапні, впущений у піщану підсипку. На фундамент поклали один ряд рваного каменю, вирівняли його битою плінфою на вапні й двома шарами цеглини литовки, на яких звели цегляну закладку всього аркового прорізу аркбутана. Коли в 30-х рр. XX в. закладку розбирали, то його східну частину залишили у вигляді стовпа, що підпирає аркбутан. Таким чином, нині в цьому місці аркбутан підтримують два стовпи: початку XII ст. та початку XVIII ст. Зараз від цегельної частини закладки арки збереглися лише чотири нижніх ряди цегли (26×12×7 см).
Другий поверх. На північних хорах в апсиді приділа св. Миколи Мокрого нами відкриті два рівні підлоги. Під чавунними плитами XIX ст. перебував шар піску завтовшки 3 см, покладений на підлогу з квадратних керамічних кахель розміром 23×23×5 см. На останніх частково збереглися сліди фарби. В місцях, де квадратні керамічні кахлі були зняті або частково зруйновані, мабуть, у XIX ст., чавунні плити підлоги лежали на піщаній підготовці завтовшки 10–12 см, що лежала на керамічних плитках з зеленою поливою розміром 38–40×28 см. Вони були покладені довгою стороною паралельно поздовжній осі приділа, тобто їхня торцева сторона була спрямована до заокруглення апсиди. Ці плитки, вочевидь, датуються часом будівництва собору. Плитки з зеленою поливою близькі за розмірами плінфі, застосовуваної в кладці стін собору (39–40×21×3–3.5 см). Застосування плінфи з поливою можна пояснити бажанням уникнути появи при їхньому стикуванні з заокругленою стіною апсиди великих небажаних «порожніх» сегментів. Сегменти ці можна було залити вапняним розчином без поливи, однак це негативно впливало на естетичне сприйняття полив'яної підлоги. На південних хорах, у середній частині підкупольного простору апсиди приділа св. апостола Андрія, під чавунними плитами середини XIX ст. й 3х см прошарком піску також перебувала підлога з квадратних керамічних плиток розмірами 21–22×21–22×4–5 см. Ця підлога лежала на піщаній підсипці завтовшки 10–13 см, яка знаходилась на більших давньоруського часу керамічних плитах розмірами 70×70 см із зеленою поливою. У зачистці біля північно-західної стіни цієї апсиди простежена та ж стратиграфія. Однак тут уздовж слабо вигнутої стіни апсиди були покладені більші з зеленою поливою плити (70×70 см). Це спричинило утворення вздовж стіни досить широкого (10–12 см) сегмента, який будівельникам собору довелося залити вапняним розчином, що дисонує з полив'яною підлогою. Перед апсидою цього ж приділа І. Тоцька зафіксувала фрагмент підлоги з невеликих квадратних керамічних плиток. За Рафаїла Заборовського в соборі дійсно була покладена нова підлога з керамічних плиток, але вони мали шестикутну, а не квадратну форму. Окрім того, як відомо, під час реставрації собору на рубежі XVII—XVIII ст., тобто саме за гетьмана Івана Мазепи, були відновлені й надбудовані південні та північні галереї. Важко припустити, що під час їх відновлення була залишена первинна давньоруська підлога з керамічних кахель, досить пошкоджених, як можемо судити за їх теперішнім станом. До того ж створити такий великий склеп (6×4,5 м) під собором було можливо тільки під час капітальних ремонтно-будівельних робіт, які проводилися на рубежі XVII—XVIII ст. Тобто, ймовірнішим буде віднести появу підлоги з квадратних кахель на хорах та у склепі до часів реставрації собору за гетьмана Івана Мазепи. Цілком ймовірно, що склеп міг бути побудований саме для нього — найвидатнішого відбудовника собору. Тим більше сам Іван Мазепа виводив свій рід від Рюриковичів, засновників Софії Київської. Це припущення цілком імовірно, якщо врахувати, що склеп, споруджений у східній частині відбудованої південної галереї, розташовувався поруч із капелою Мазепи, яка розташована в західному її членуванні. Таким чином, у результаті досліджень 2010 року були отримані важливі факти, які дозволили висвітлити низку питань, пов'язаних з облаштуванням та подальшою історією перебудов підлог Софійського собору.

## Підземні споруди
Під час ремонтно-реставраційних робіт 2023 року на території Національного заповідника «Софія Київська» археологи знайшли три нові підземні ходи.

## Сучасність
15 грудня 2018 року в соборі святої Софії відбувся об'єднавчий собор. 3 лютого 2019 року в соборі відбулася інтронізація блаженнішого Епіфанія на предстоятеля Православної Церкви України.
У 2023 році, вперше за 400 років, прозвучала Софійська войовнича колядка, яка була створена у 1630-ті роки ще за часів Петра Могили. Вона описує створення світу, відбудову київського Софійського собору, війну та перемогу за допомогою вогняного дощу, який з неба посилає Господь.
10 червня 2025 року, о 04:40, російські окупанти завдали масовану атаку на столицю України. Внаслідок потужної вибухової хвилі, спричиненої черговим масованим обстрілом Києва з боку РФ, було пошкоджено тинькований карниз центральної абсиди на східному фасаді Софійського собору — пам'ятки архітектури XI століття, що входить до Списку всесвітньої спадщини ЮНЕСКО.

### УГКЦ
17 лютого 2019 року Святослав (Шевчук) анонсував проведення прощі до святої Софії. 7 квітня 2019 р. мала відбутися богослужіння греко-католиків в соборі Софії. З цього приводу висловили заперечення Філарет (Денисенко) і синод ПЦУ. Також відбулося обговорення цього питання з предстоятелем ПЦУ Епіфанієм та Святославом (Шевчуком). Після чого в УГКЦ заявили що не будуть служити в Софії 7 квітня.

## Софійський собор у нумізматиці та філателістиці
- 2011 року Національний банк України випустив пам'ятну срібну монету номіналом 50 гривень «1000-річчя заснування Софійського собору», яка присвячена заснованому у ХІ столітті Софійському собору, який відіграв вагому роль у розвитку й становленні міста Києва як духовного, культурного і політичного центру.

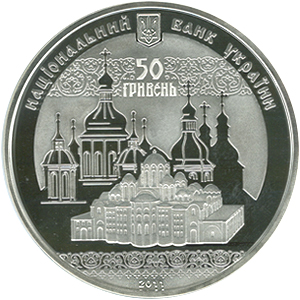
Монета «1000-річчя заснування Софійського собору» (2011)
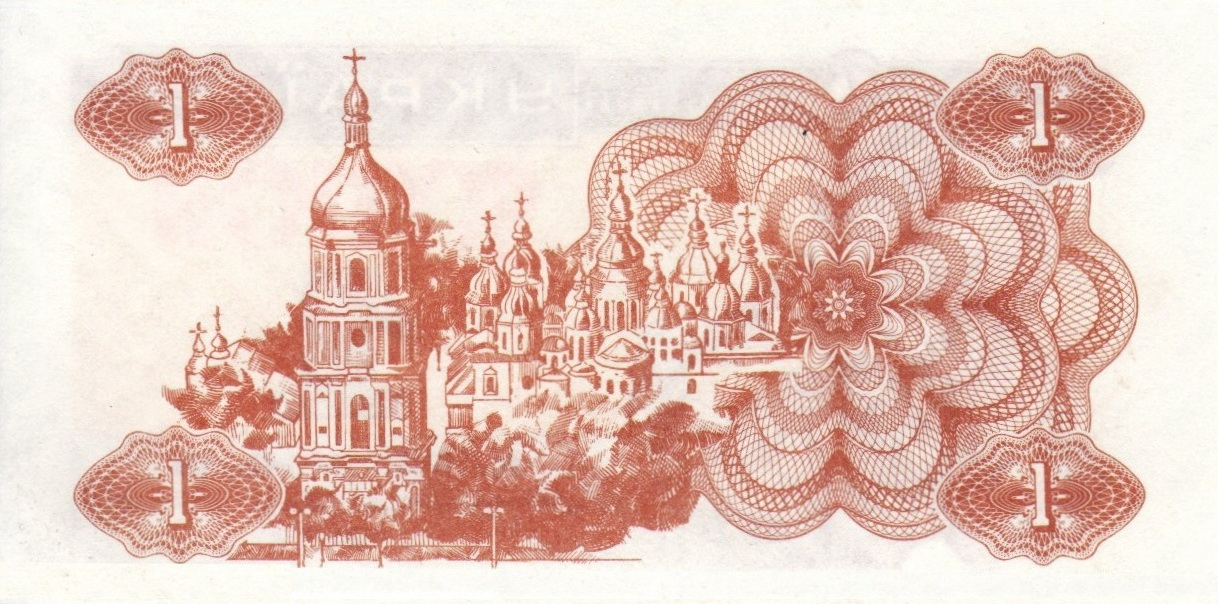
Софійський собор на реверсі банкноти 1 карбованець зразка 1991 року.
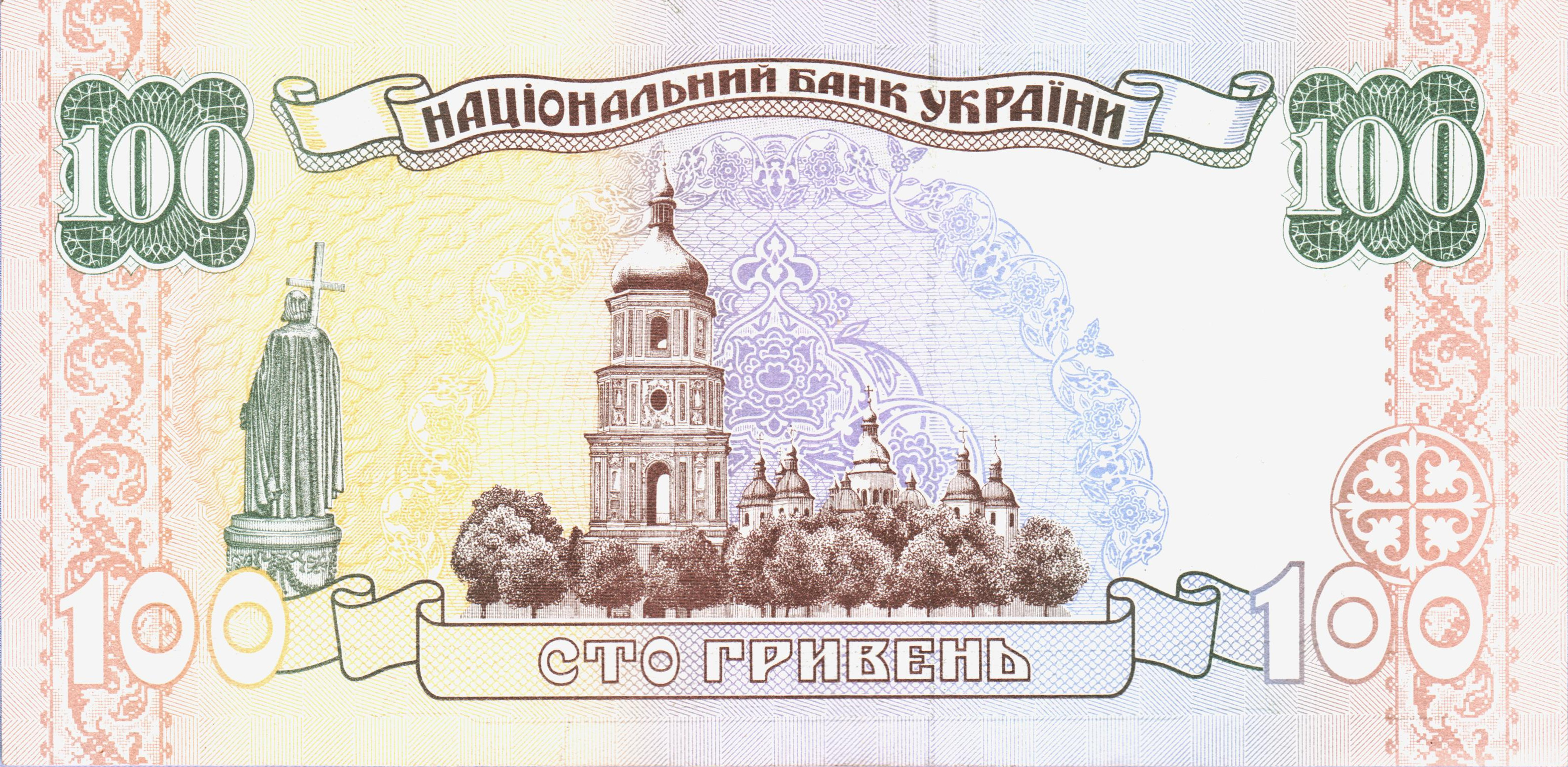
Софійський собор на реверсі банкноти 100 гривень зразка 1996 року
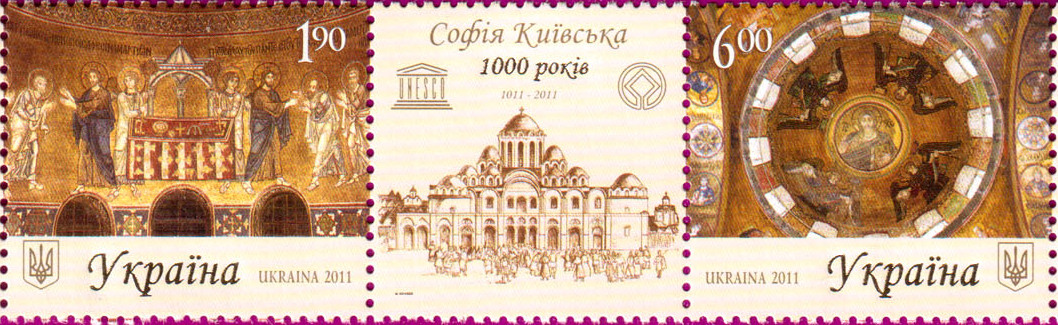
Поштова марка України «Софія Київська. 1000 років» (2011)

## Галерея

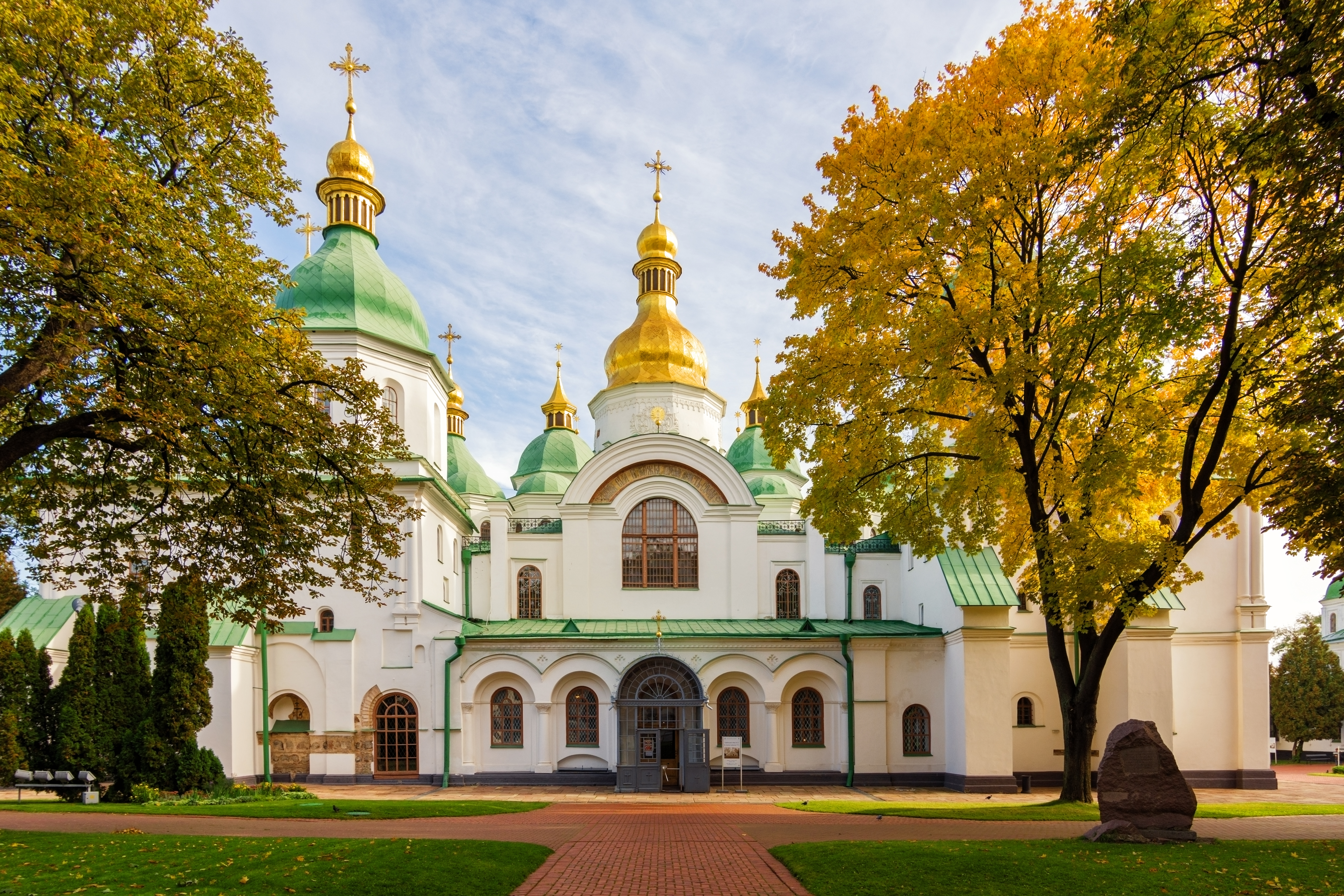
Південно-західний фасад
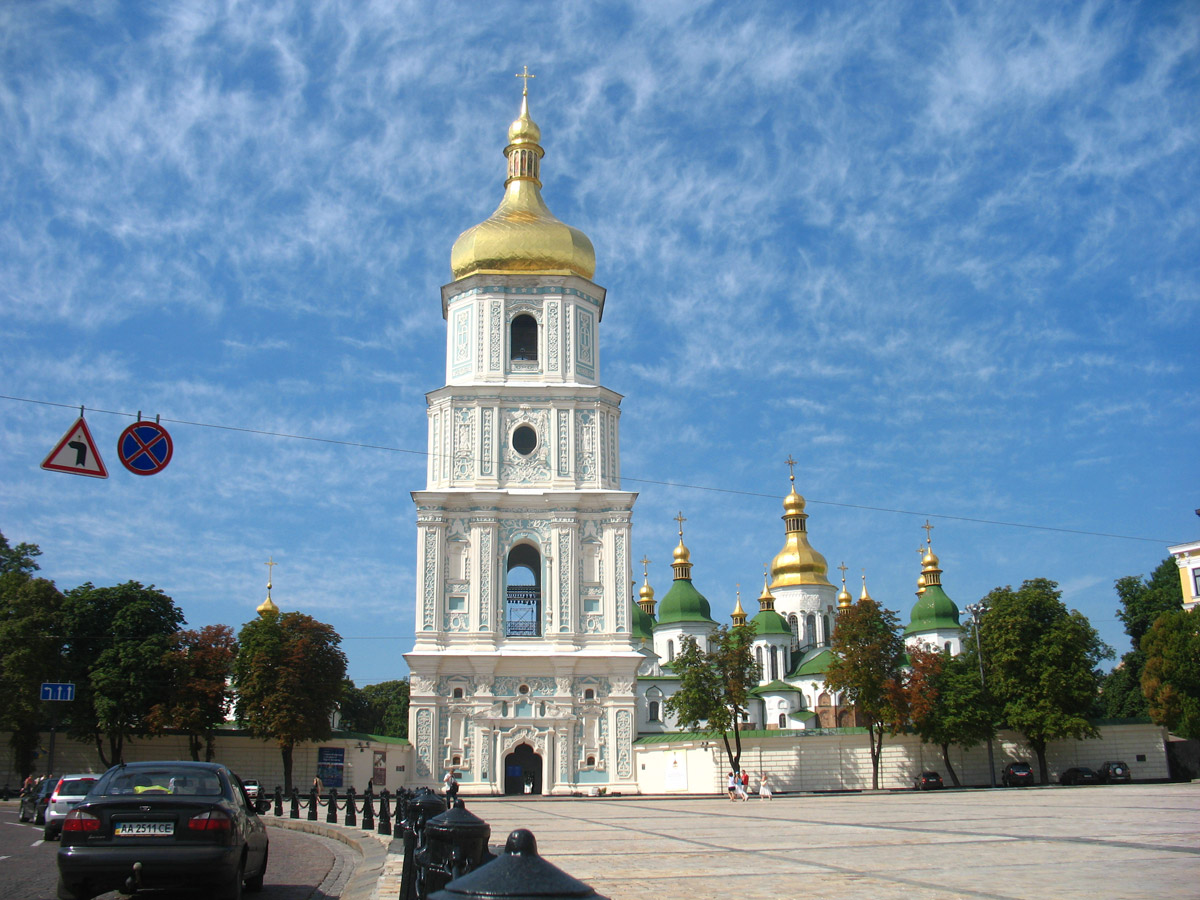
Вид з Софіївської площі
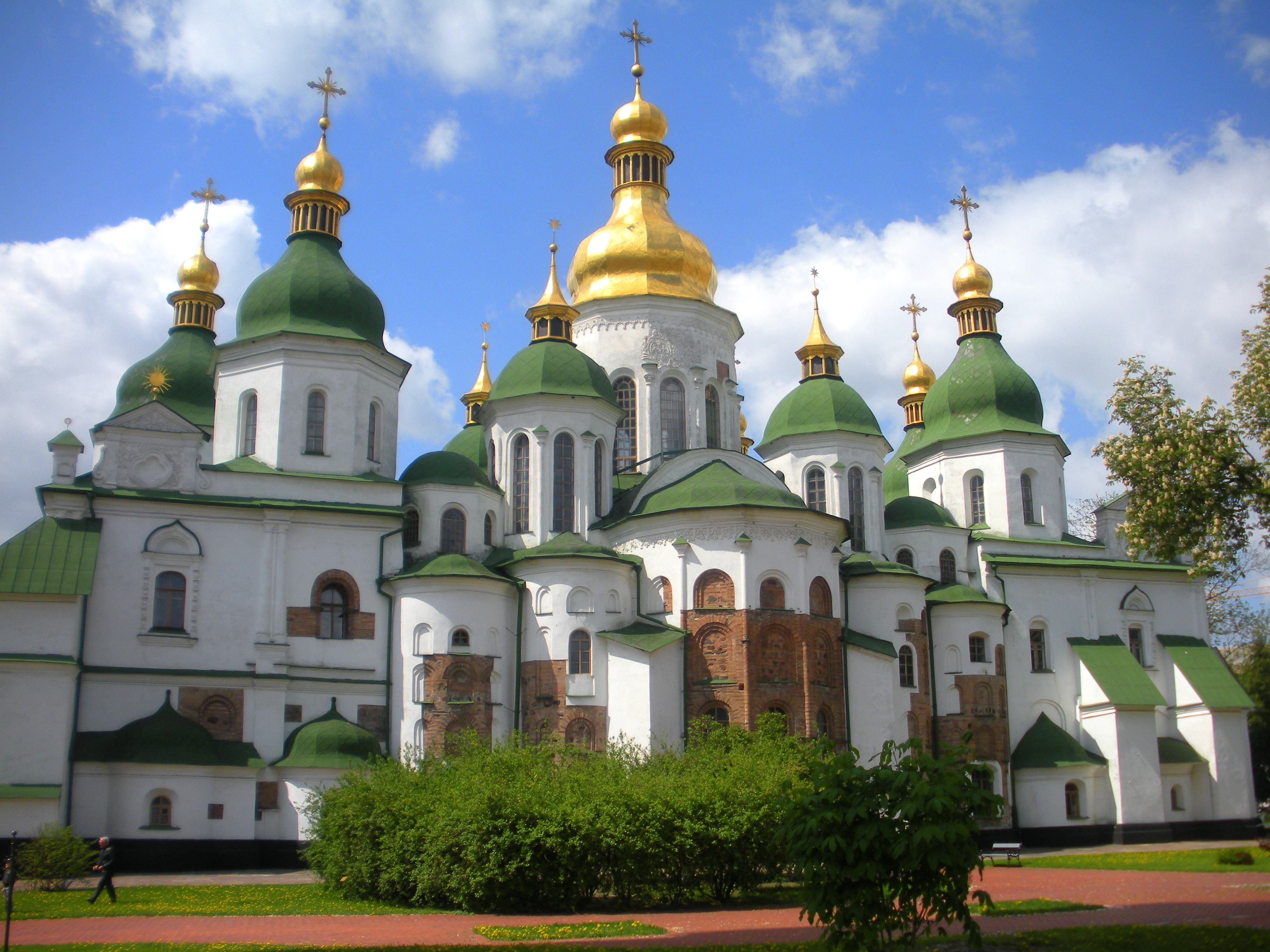
Північно-східний фасад
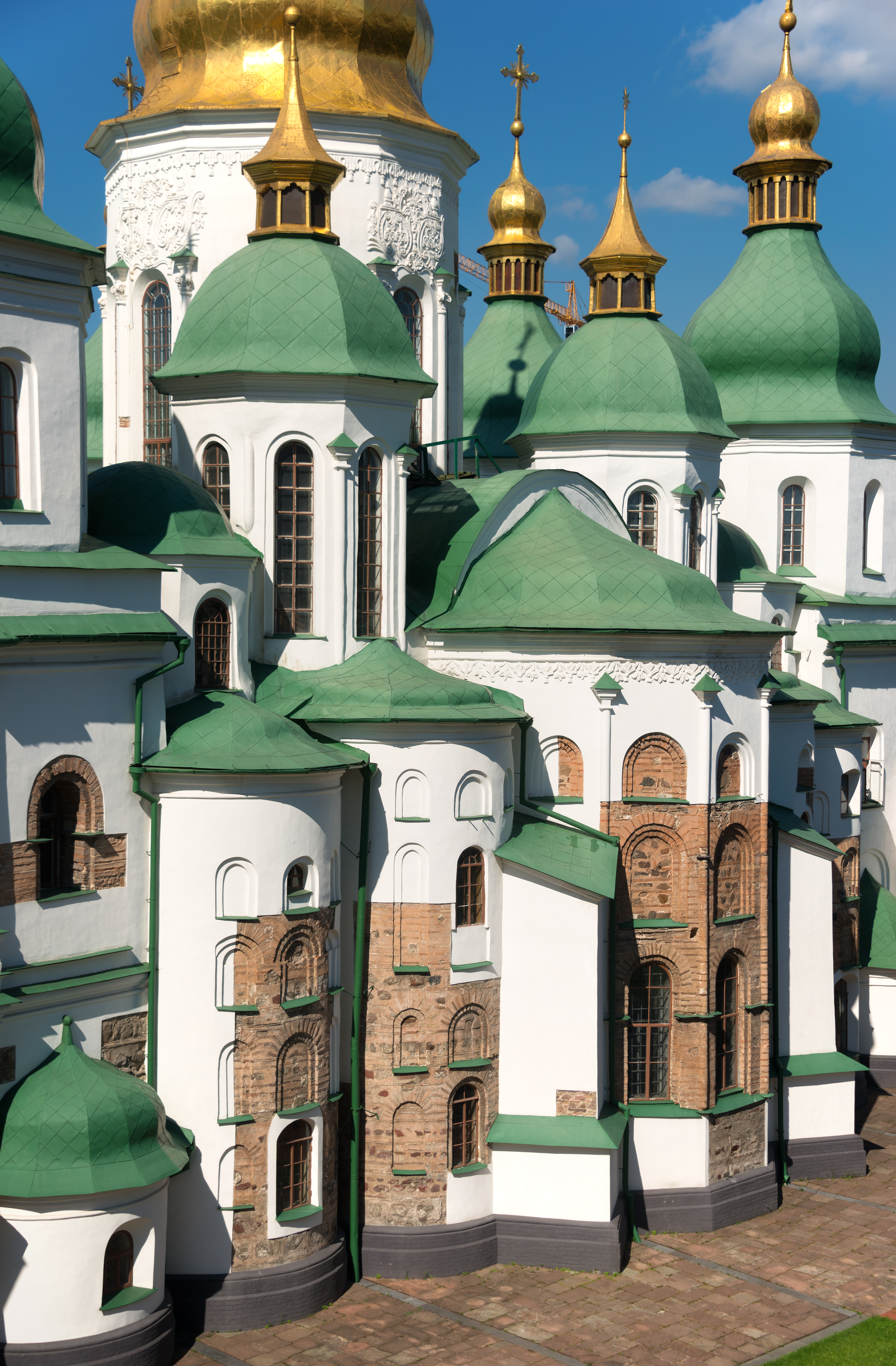
Північно-східний фасад
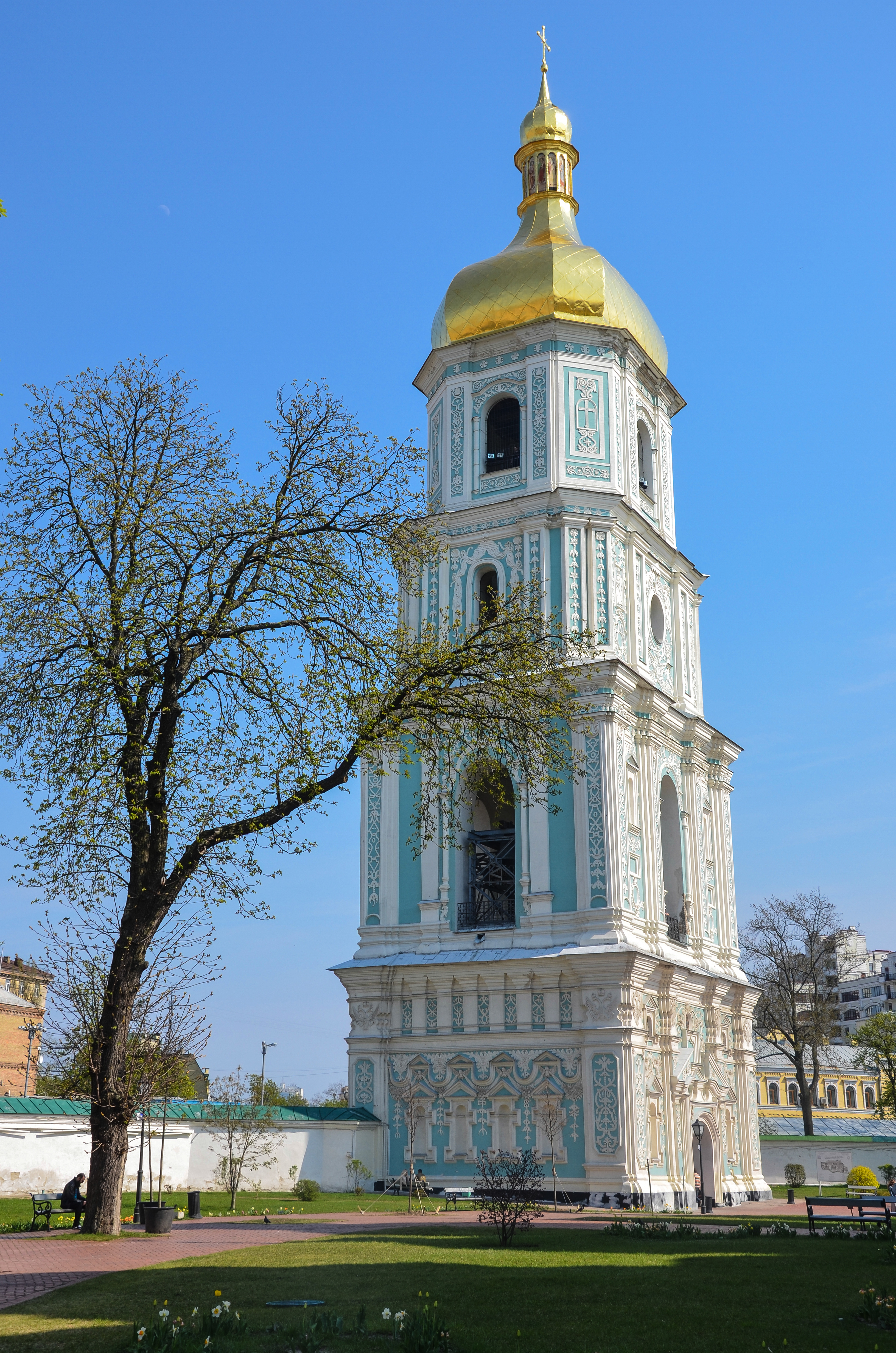
Дзвіниця
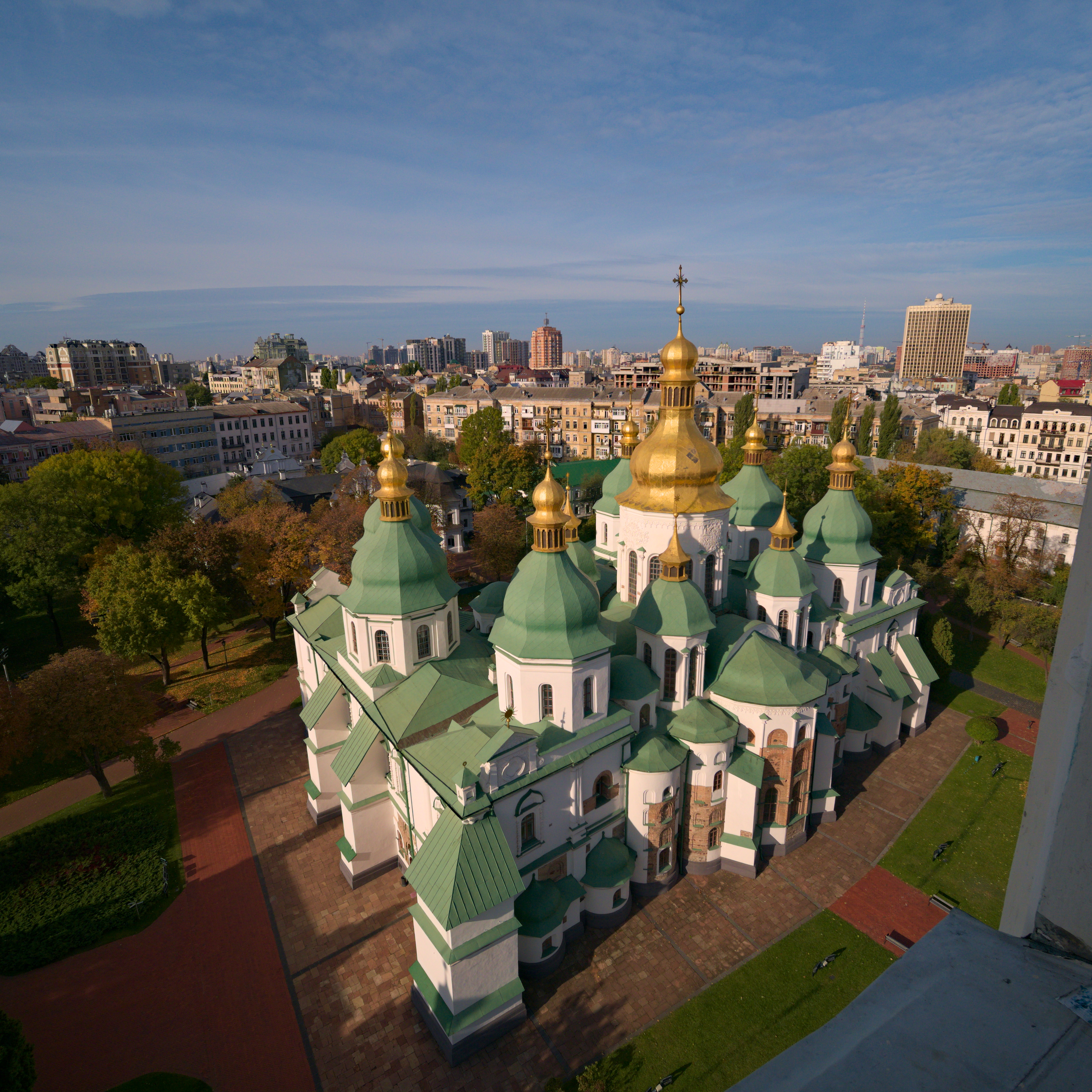
Вид з Софіївської дзвінниці

## Вшанування у топоніміці
У місті Київ є вулиця Софіївська та Софіївська площа
У містах Апостолеве та Краматорськ є вулиця Софії Київської.

## Софійська коляда
Ця коляда, записана етнографом і священиком УГКЦ о. Михайлом Зубрицьким, парохом села Мшанець на Львівщині у 1884 р. стала не просто об'єктом міжнародної наукової дискусії, але й свідченням про «відображену чи закодовану у фольклорі свідомість етнокультурної єдності українського народу на всьому просторі його розселення, про присутність цієї свідомості, зокрема, і в карпатських глибинках». Іван Франко розпочав свою першу статтю про цю колядку зауваженням: «Що поперед усього цікаве в отсій колядці, так се згадка про Київ і св. Софію в такій далекій і дошками забитій місцевості, де народ у теперішню пору ледве чи й знає дещо про існування Києва, не кажучи вже про св. Софію». Полемізуючи з академіком Петербурзької академії наук Олександром Веселовським, який присвятив цій колядці дослідницькі зауваження у додатках до своєї праці «Разыскания в области русского духовного стиха» (1891), І. Франко виступає зі своїми зауваженнями в «Киевской старине», в німецькомовній статті «Як творилася слов'янська міфологія», надрукованій у віденському журналі «Archiv fur Slavische Philologie» (1907, т. 13), у розвідці «Карпаторуське письменство XVII—XVIII вв.», у незакінченій праці «Історія української літератури», присвячує їй окремий розділ («Колядка про св. Софію в Києві») у своїх знаменитих «Студіях над українськими народними піснями», де зробив підсумок дослідження цього твору.
У 2022 році братчик Київського кобзарського цеху лірнику Ярема (Вадим Шевчук) вперше за сотні років виконав цю колядку у Соборі Св. Софії в Києві, однак, не знаючи оригінальної мелодії, склав власну.
У листопаді 2023 року в села Мшанець та Галівку приїхала знімальна група телеканалу «1+1». 24 грудня у перший Святий Вечір в Україні за новим стилем сюжет про детективну історію Софійської коляди став центральним у вечірньому випуску «ТСН». Коляду у прямому ефірі на Софійській площі у Києві виконала Тіна Кароль. На сьогодні Софійська коляда вважається найдавнішою відомою українською колядою, їй налічують 400 років.

### Енциклопедії та наукові праці
- Софіївський собор, Св. Софія // Українська мала енциклопедія : 16 кн. : у 8 т. / проф. Є. Онацький. — Накладом Адміністратури УАПЦ в Аргентині. — Буенос-Айрес, 1965. — Т. 7, кн. XIV : Літери Сен — Сті. — С. 1812. — 1000 екз.
- Софія Київська (м. Київ), 1011—1017 рр. (або 1037 р.) // Архітектура України. Від античності до нашого часу: Велика ілюстрована енциклопедія. — Харків, 2010. — с. 33.
- А. Русяєва, О. Голуб. Графіті // Енциклопедія сучасної України / ред. кол.: І. М. Дзюба [та ін.] ; НАН України, НТШ. — К. : Інститут енциклопедичних досліджень НАН України, 2006. — Т. 6 : Го — Гю. — 712 с. — ISBN 966-02-3966-1.
- Софійський собор // Енциклопедія українознавства : Словникова частина : [в 11 т.] / Наукове товариство імені Шевченка ; гол. ред. проф., д-р Володимир Кубійович. — Париж — Нью-Йорк : Молоде життя, 1976. — Кн. 2, [т. 8] : Символізм — Технічні рослини. — С. 2961—2962. — ISBN 5-7707-4049-3.
- Софійський кафедральний монастир // Звід пам'яток історії та культури України: Енциклопедичне видання. — Кн. 1: Київ. — Ч. 3: С–Я… — С. 1460—1539.
- К. М. Бондар, Т. А. Бобровський, І. В. Цюпа. Вивчення ефективності георадарних досліджень на території Національного заповідника «Софія Київська» для вирішення археологічних завдань // ГЕОІНФОРМАТИКА. — 2016. — № 4 (60).

### Фото та візуальні тури
- 3D тур Софійським собором
- Мозаїки та фрески Софії Київської. Фотоальбом. Київ, Мистецтво, 1975
- oko.kiev.ua — Софійський монастир. Софійський собор (ХІ — XIX століття)
- Софія Київська / Sophienkathedrale in Kyiv. Київ, Мистецтво, 1970

### Новини та публіцистика
- М. І. Жарких. Фальшивий ювілей, або помилковість думки про заснування Київської Софії князем Володимиром.
- Георгій Бурсов. На фресках Софії Київської насправді — князь Володимир з родиною?.
- Олексій Редченко. Не молитвою єдиною (українська мова в Київській Русі).
- Осадча, Яна (16 лютого 2023). Вчені з'ясували походження плям на фресках Софії Київської. Українська правда. Процитовано 17 лютого 2023.
- Ігор Нетудихаткін. Cофійська колядка: у пошуках мелодії Різдва XVII століття. Український Тиждень. 1 січня 2024.
- Bohdan Klid. How a Unique, Old Carol Was Discovered, Rediscovered, and Given New Meaning in the Context of the Battle for Kyiv. Україна Модерна. 27 січня 2024.
- Софійський собор відреставрують за понад 79 млн грн: вже обрали підрядника. НАШ КИЇВ. 31.10.2023.
- Наталія Балюх. Софія Київська зустріла Різдво з оновленими хрестами. Суспільне. Київ. 25.12.2023.
- Олександр Попов. На центральний купол Софійського собору повернули хрест (фото). КиївВлада. 13.07.2024.

### Відео
- Сергій Висоцький. Пам'ять минулого (фільм ДТРК «Культура», 2009 про відкриття у стінах Софії Київської).
- Сергій Висоцький про мову Київської Русі — попередницю української мови.
- Різдвяно-наукова сенсація. Уперше за 400 років на всю Україну зазвучала стародавня колядка. ТСН.ua. 25 грудня 2023.